# Sopečná erupce

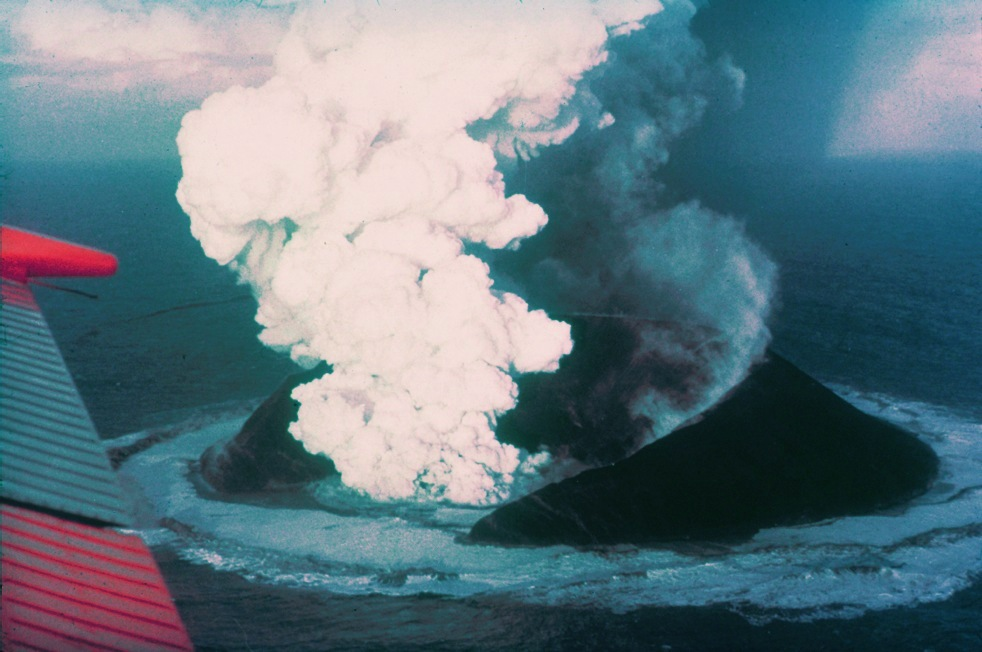
Sopečná erupce surtseyského typu během formování ostrova Surtsey nedaleko Islandu v roce 1963.

Sopečná erupce je geologická vulkanická událost, během které dochází k výronu magmatu na povrch tělesa. Je vyvolávána tlakem sopečných plynů uvolňujících se z magmatu během výstupu. Erupce nastane, pokud celkový tlak uvolněných sopečných plynů dosáhne meze, kdy je jimi generované tlakové napětí schopné prorazit nadložní vrstvy. Během erupce je pak magma vyvrhováno pod tlakem na povrch, přičemž se do atmosféry uvolní sopečné plyny.
Během sopečné erupce může být vyvrhováno různé množství materiálu v závislosti na podmínkách v magmatickém krbu a jeho velikosti. Viskozita magmatu a prostředí, kde k erupci dochází, následně ovlivňuje typ sopečné erupce a její průběh. Při silných explozivních erupcí může být do vyšších vrstev atmosféry vyvrženo velké množství sopečného materiálu, jež je schopno ovlivnit globální klimatické podmínky.

## Rozdělení sopečných erupcí

### Podle charakteru

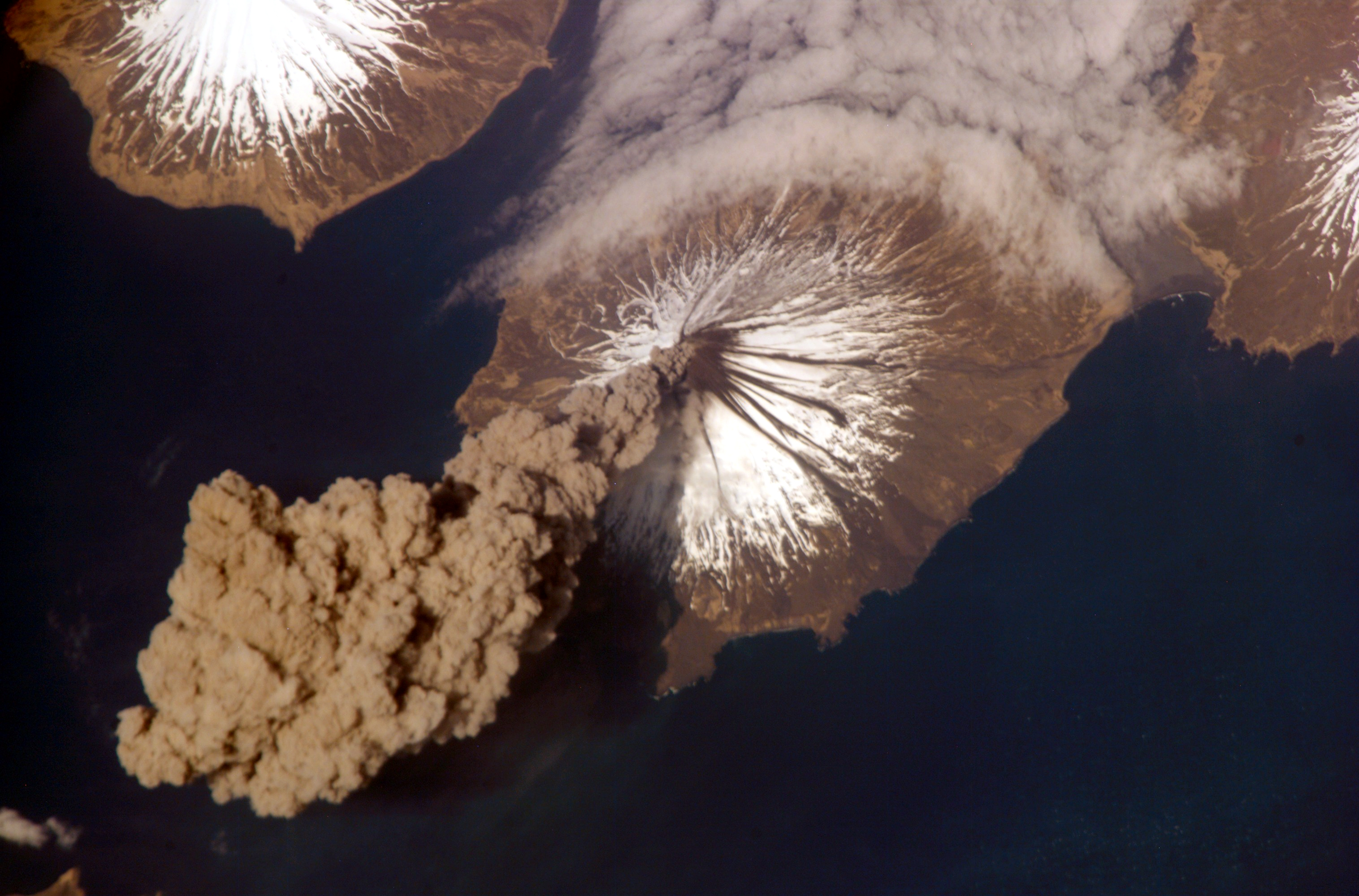
Explozivní erupce.

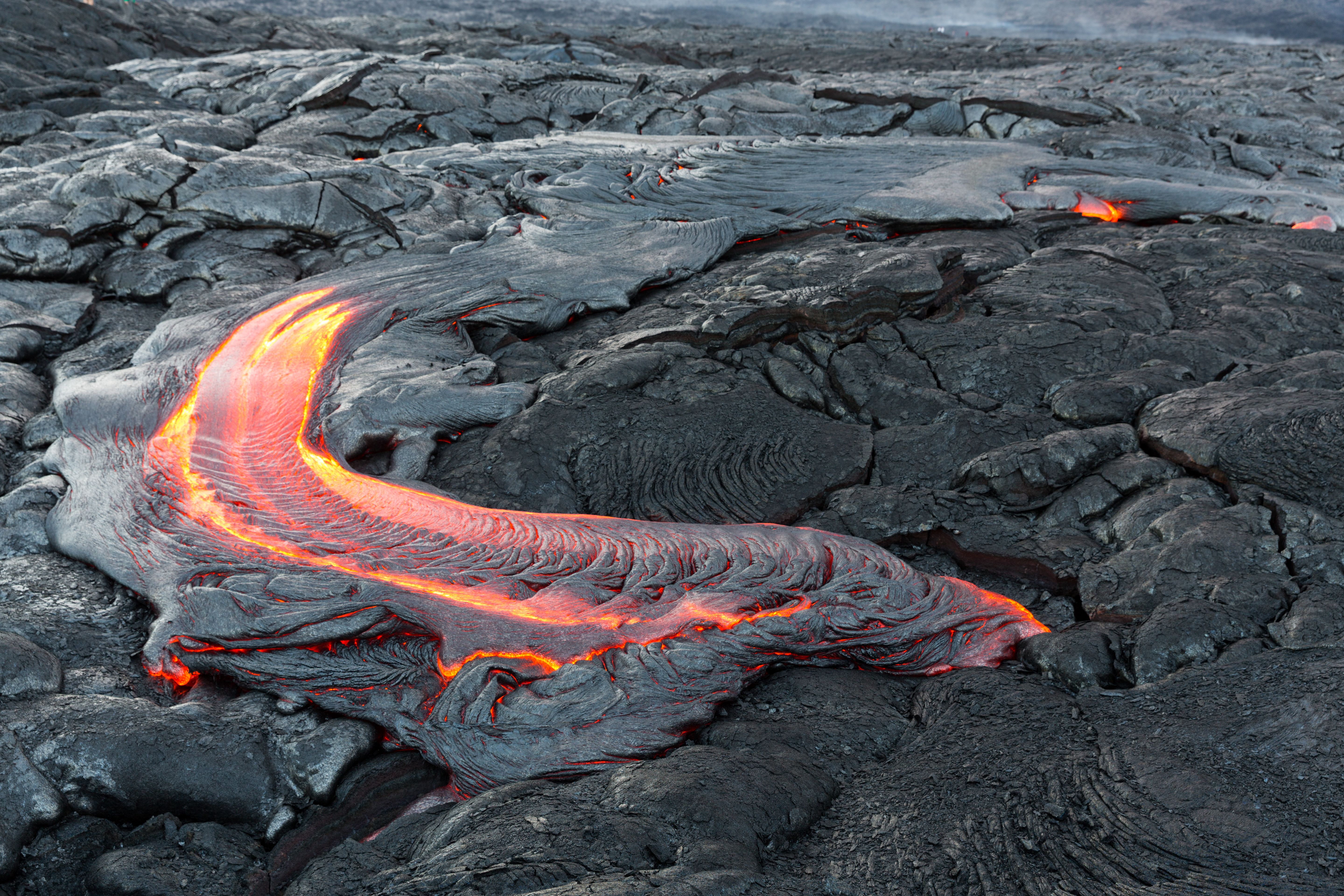
Výlevná erupce.

- Výbušná (explozivní) – je bouřlivá erupce, která do okolí prudce vyvrhuje sopečný materiál. Její výbušnost je způsobena velkým množství rozpuštěných plynů a viskózním (špatně tekutým) magmatem, zejména felsického či intermediálního složení (ryolit, dacit, andezit). Rozpuštěné plyny vlivem této vlastnosti nemohou volně uniknout a v tavenině je tak mimořádný tlak. Značný rozdíl vůči mnohem menšímu atmosférickému tlaku, během výstupu na povrch, má za následek výbušné uvolnění těchto plynů. Při uvolnění energie je do okolí vyvrhován sopečný materiál v podobě kusů lávy a pyroklastik. Za tyto erupce jsou zodpovědné hlavně vulkány na konvergentním rozhraní (subdukční zóny) tektonických desek. V minulosti způsobily mohutné explozivní erupce řadu tragických katastrof.
- Výlevná (efuzivní) – je klidná erupce, při které láva pouze volně vytéká na povrch. Je-li roztavená hornina díky malému obsahu oxidu křemičitého (SiO2) málo viskózní a tudíž si udržuje výbornou tekutost, mohou sopečné plyny volně unikat do atmosféry a proto tyto erupce postrádají jakoukoliv výbušnost. Při větším nasycení sopečnými plyny se mohou objevovat lávové fontány. Vzniklé lávové proudy mohou urazit vzdálenost několik desítek kilometrů než se ochladí a ztuhnou. Lávové příkrovy mohou mít mocnost i 100 m (platóbazalty dokonce i několik kilometrů). Výlevný vulkanismus je charakteristický hlavně pro podmořské a štítové vulkány na horkých skvrnách či na divergentním rozhraní tektonických desek. V případě viskóznější lávy s vysokým obsahem oxidu křemičitého naopak dochází k produkci méně mobilních lávových proudů (typ aa nebo bloková láva) nebo sopečných dómů.

### Podle mechanismu

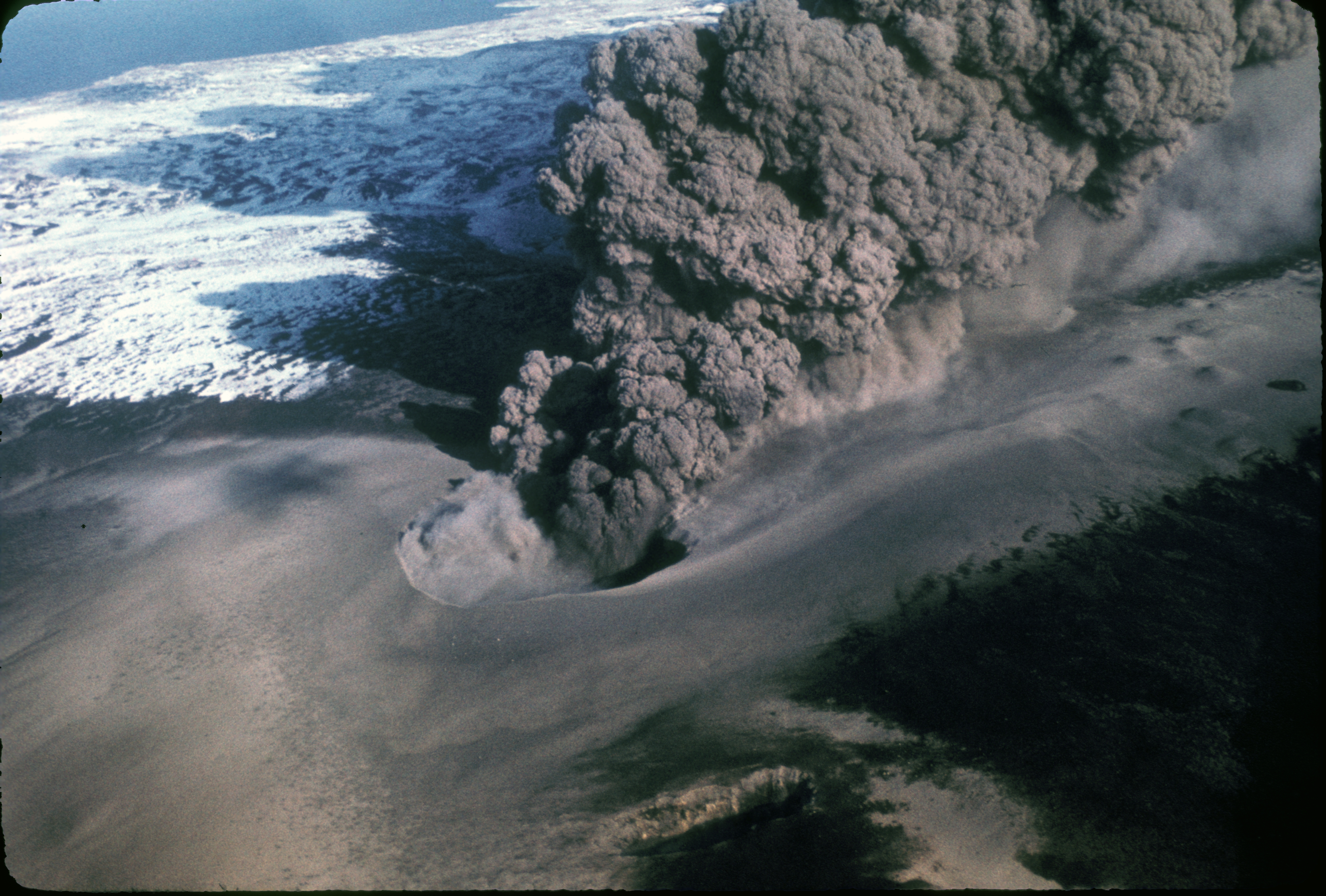
Freatomagmatická erupce maaru.

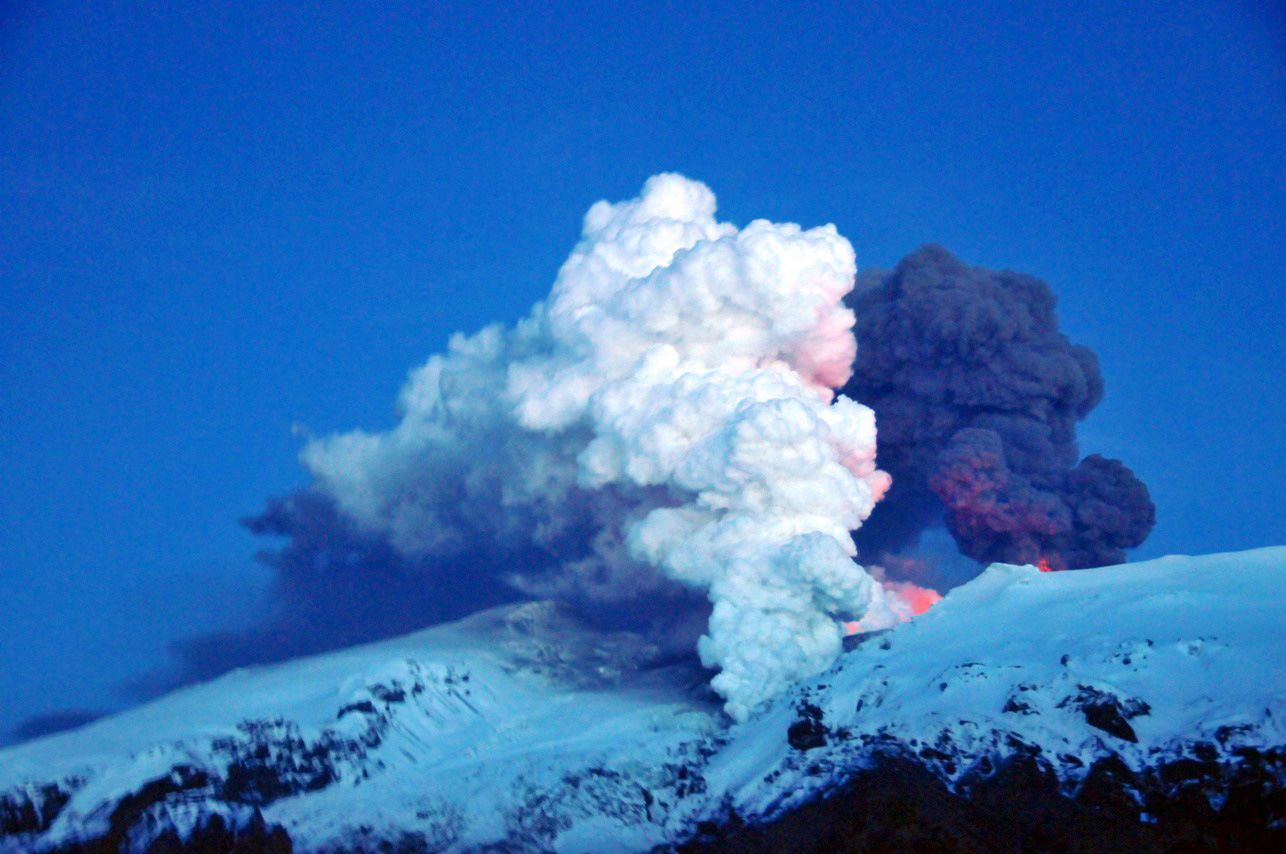
Freatická erupce (v popředí).

- magmatické – jsou erupce bez účasti vody, které pohání především expanze plynné složky v magmatu, v důsledku klesajícího okolního litostatického tlaku. Nízko viskózní magmata s malým množstvím rozpuštěných plynů produkují relativně klidné efuzivní erupce (např. havajské a islandské). Vysoce viskózní magmata s vysokým obsahem rozpuštěného plynu naopak produkují prudké explozivní erupce (vulkánské, peléjské, pliniovské atd.).[3]
- hydrovulkanické – hydrovulkanické erupce jsou erupce, kdy se magma dostává do přímého nebo nepřímého kontaktu s vodou. Dělí se na dva typy:
  - Freatomagmatické – vznikají přímým kontaktem magmatu s vodou. Velký teplotní rozdíl mezi těmito dvěma látkami vede k přemění vody v páru, jejíž expanze (pára má 1 700× větší objem než voda)[4] rapidně zvyšuje tlak a tím explozivitu a sílu erupce. To má za následek vyšší míru fragmentace magmatu. Tím vznikají oblaka popela, jehož zrna mají menší frakci než u magmatických erupcí. Ke freatomagmatickým erupcím patří i několik typů erupcí: surtseyské, podmořské a subglaciální.[5]
  - Freatické – jsou výbuchy horké páry. Oproti magmatickým a freatomagmatickým mají mnohem nižší intenzitu. Nastávají tehdy, když teplo z nedaleko umístěného magmatu zahřeje podzemní nebo povrchovou vodu. Vzniklá expandující pára rapidně zvýší tlak, což vede k explozivní erupci. Ta kromě páry může také vyvrhovat sopečný popel a vystřelovat sopečné bomby. Ty ovšem tvoří nejuvenilní materiál, který nemá původ v magmatu, jež erupci vyvolalo, nýbrž se jedná o kusy nadložní vrstvy či dna sopečného kráteru. Freatické erupce se vyznačují svou nepředvídatelností, což bylo například příčinou tragédie na novozélandském ostrově Whakaari roku 2019, kde zemřelo 22 turistů. Další neštěstí se odehrálo 27. září 2014 v Japonsku. Aniž by stratovulkán Ontake poskytl předčasné varování v podobě otřesů, došlo k jeho náhlé freatické erupci. Bylo zabito 63 turistů, kteří v tu dobu horu zdolávali.[6][7]

### Podle umístění
- centrální – jsou erupce, při nichž je magma přiváděno k povrchu hlavním sopouchem.
- lineární – magma proniká na povrch prostřednictvím trhlin podél zlomů. Tento typ erupcí se předpokládá jak u kontinentální, tak u oceánské kůry. Soustředí se převážně na horké skvrny a divergentní rozhraní tektonických desek.
- arenální – je sopečná činnost, jež není soustředěna delší dobu na jednom místě, ale postupně mění polohu. Vulkanismus sopek, které jsou součástí takové činnosti, je převážně krátkodobý. Někdy jsou vulkány tohoto typu rozmístěny v jedné linii, ale mohou se nacházet i v nepravidelných skupinách, které mají společný původ.[8][9]

## Typy erupcí

#### Havajská

Havajská erupce: 1. oblak plynů, 2. lávová fontána, 3. kráter, 4. lávové jezero, 5. fumaroly, 6. lávový proud, 7. vrstvy lávy a popela, 8. stratum, 9. sill, 10. přívod magmatu, 11. magmatický krb, 12. dajka

Havajský typ erupce je nejklidnější  a nejběžnějším typem sopečné erupce. Jedná se o efuzivní (výlevný) vulkanismus málo viskózních (dobře tekoucích) láv, většinou čedičové složení, s nízkým obsahem rozpuštěných plynů a vysokou teplotou překračující 1000 °C. Byl pojmenován podle sopek na ostrově Havaj. Tyto erupce nejsou explozivní, nedochází při nich k emitování oblak sopečného popela a jsou typické pro štítové vulkány. Sopečná aktivita nemusí být soustředěna pouze na centrální sopečný kráter, roztavená hornina může naopak proudit z radiálně umístěných trhlin na svazích. Občas se mohou objevit i lávové fontány. Ačkoliv havajský typ patří mezi nejméně nebezpečné erupce, vzniklé lávové proudy jsou schopné urazit velké vzdálenosti, ohrozit zastavené oblasti a někdy si i vyžádat ztráty na lidských životech.

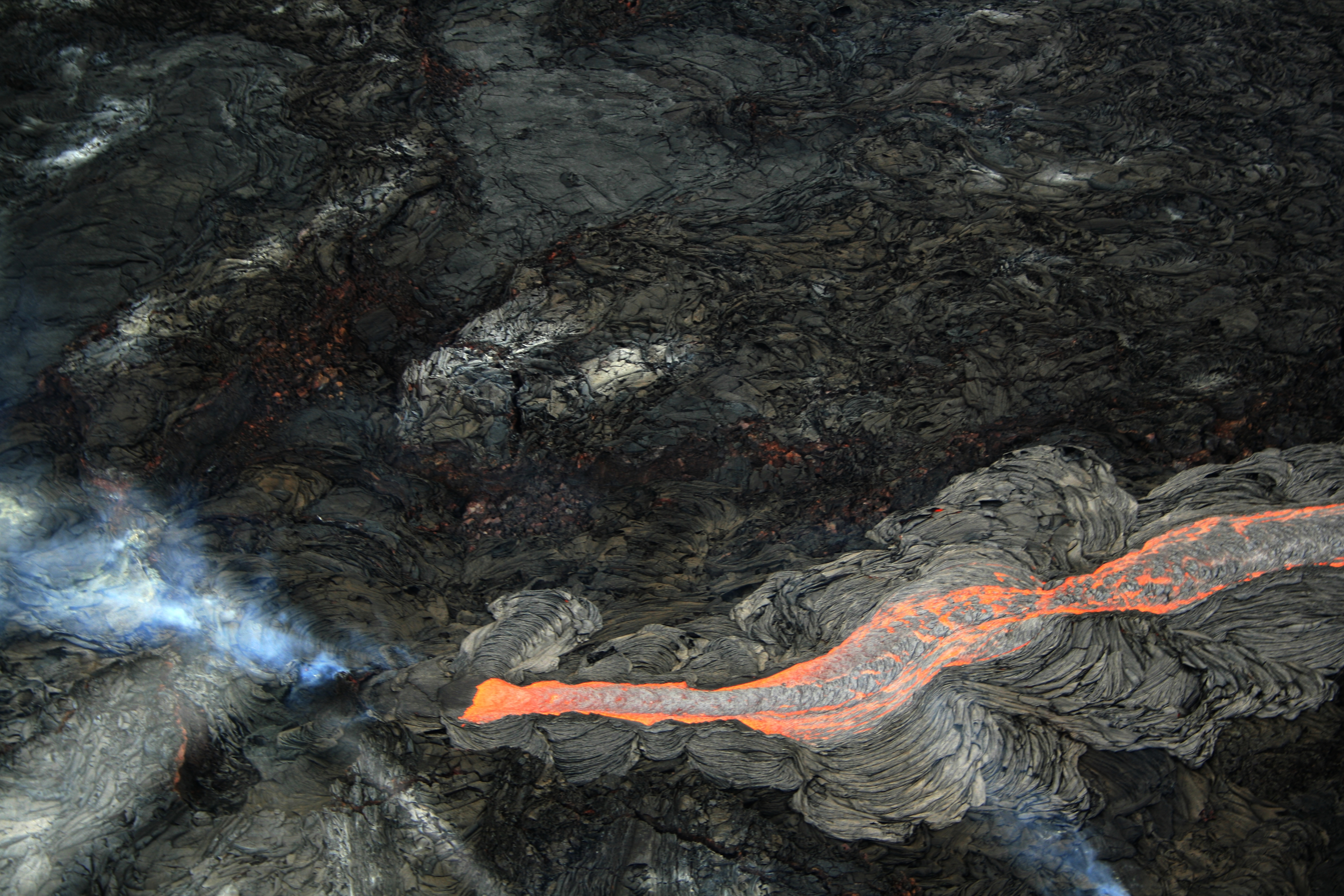
Lávový proud, Kilauea
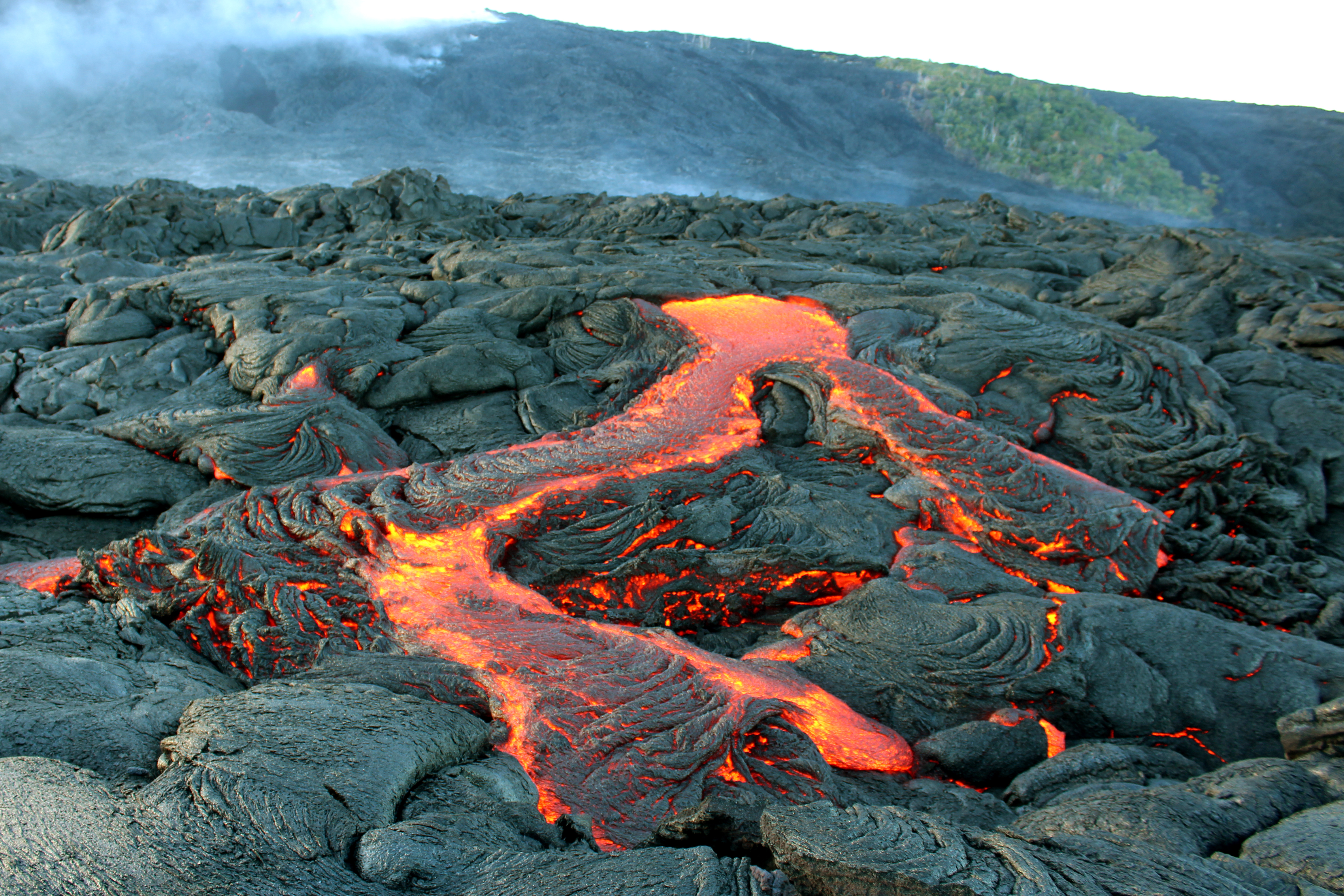
Lávový proud, Kilauea
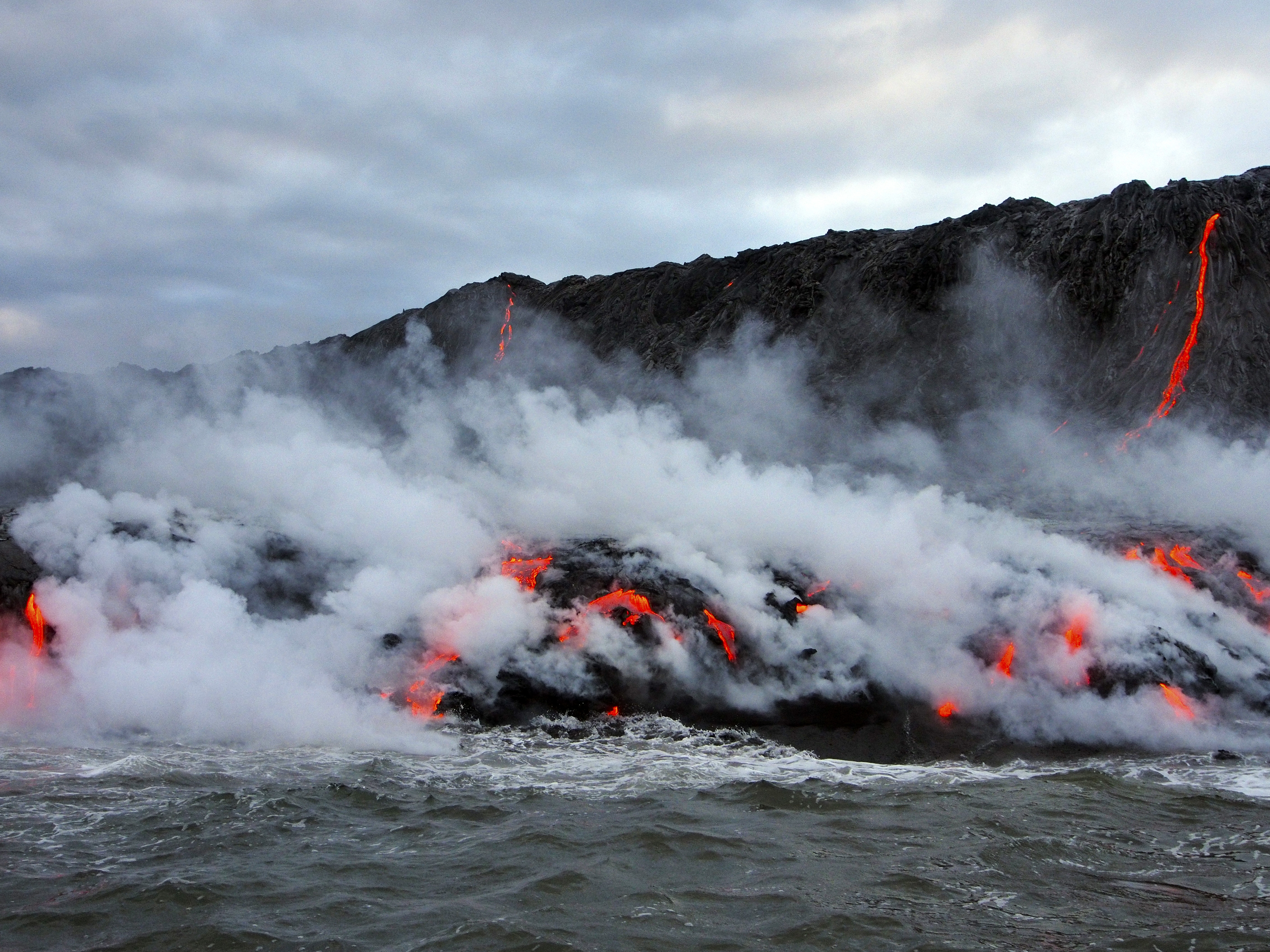
Průnik lávy do oceánu, Kilauea
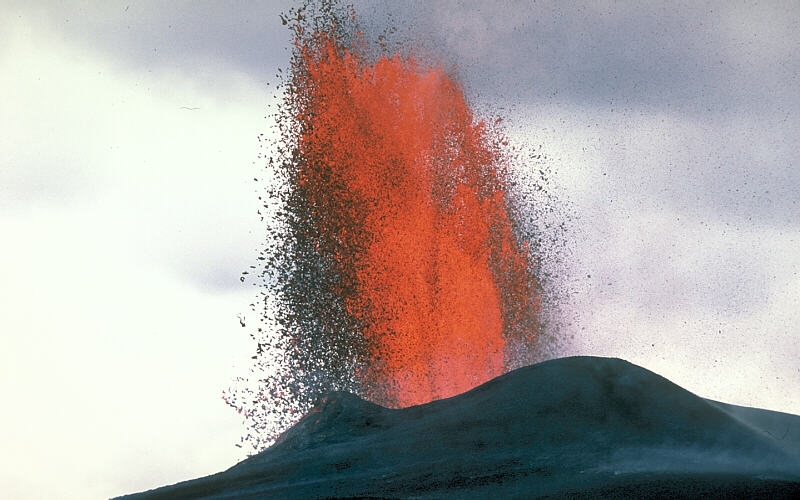
Lávová fontána Kilauei
- Lávový proud na Havaji

#### Islandská
Islandský typ je výlev málo viskózní lávy z trhliny. Nápadně se podobá tomu havajskému, ale pocházejí z trhlin rovnoběžně orientované okolo divergentního rozhraní tektonických desek. Délka pukliny, z níž proudí roztavená hornina na povrch, může být dlouhá od několika set metrů po několik desítek kilometrů. Není neobvyklé, že se podél ní mohou zformovat tzv. spečené kužely. Lávové proudy nebo lávové příkrovy vyplňují níže položená místa a vytváří tak lávová pole. K obnovení sopečné činnosti nedochází na tomtéž místě, ale nová trhlina se otevře několik set metrů až kilometrů vedle. Islandské erupce většinou kumulativně nebudují žádný horský masiv. Pokud ano, jedná se o štítový vulkán podstatně menších rozměrů než protějšky vystavěné pomocí havajského typu. Nejznámější erupcí byla patrně ta, která nastala u sopky Laki v letech 1783–1784. Po dobu osmi měsíců prýštila láva z trhliny dlouhé 27 km. Na zemský povrch se ji vylilo zhruba 14,7 km³.

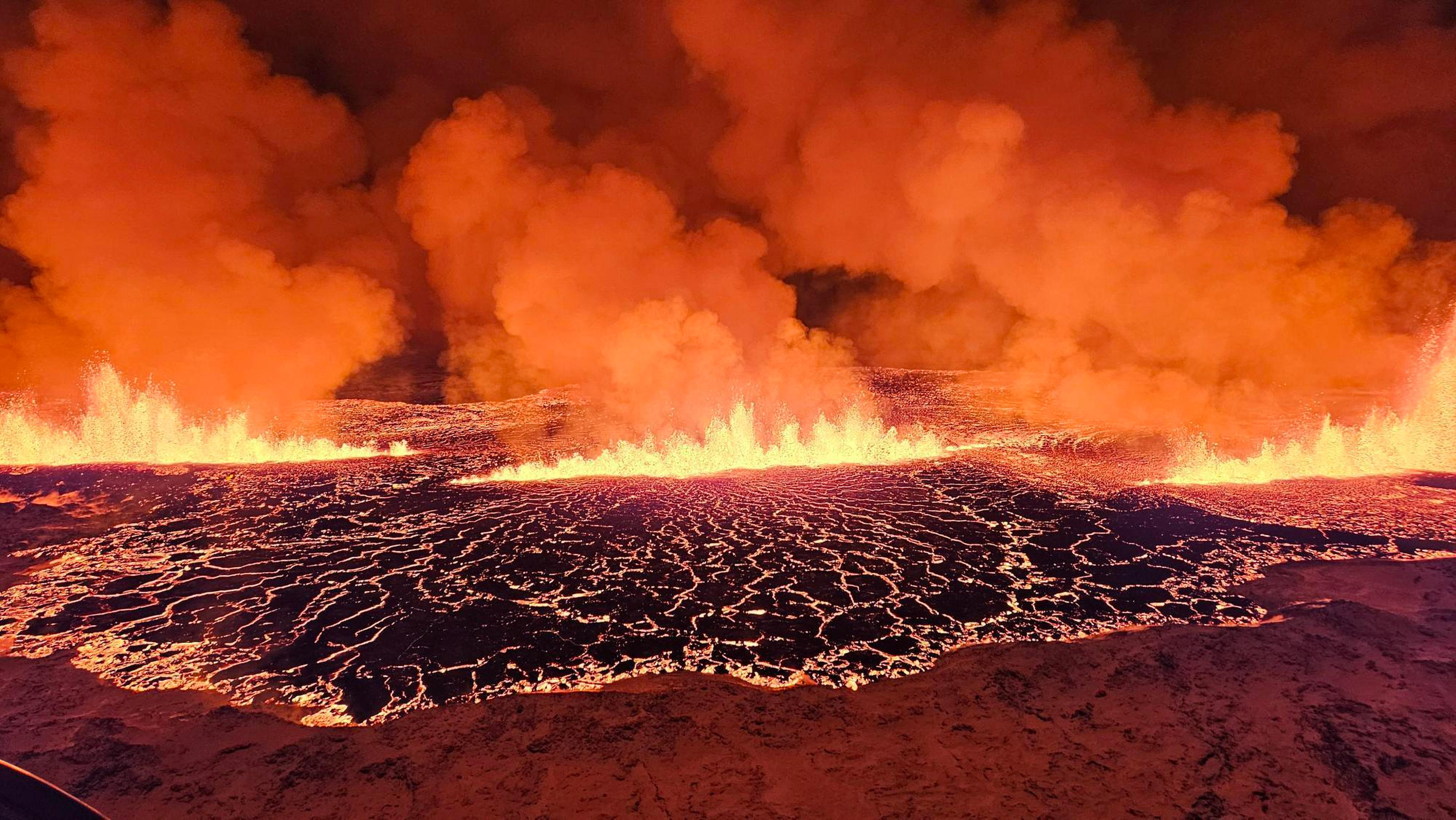
3,5 kilometrů dlouhá erupční trhlina při erupci Svartsengi na Islandu (2023)
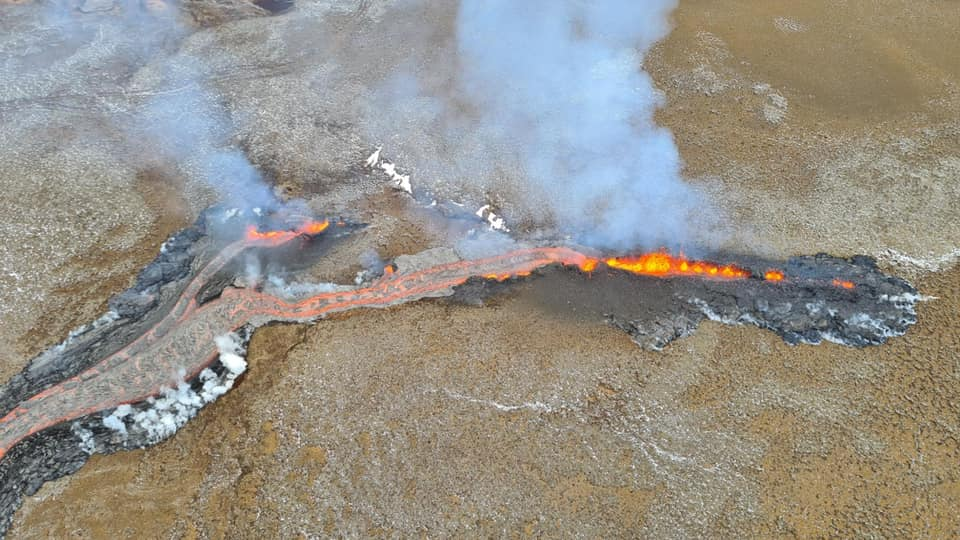
Erupce Fagradalsfjall (2021)
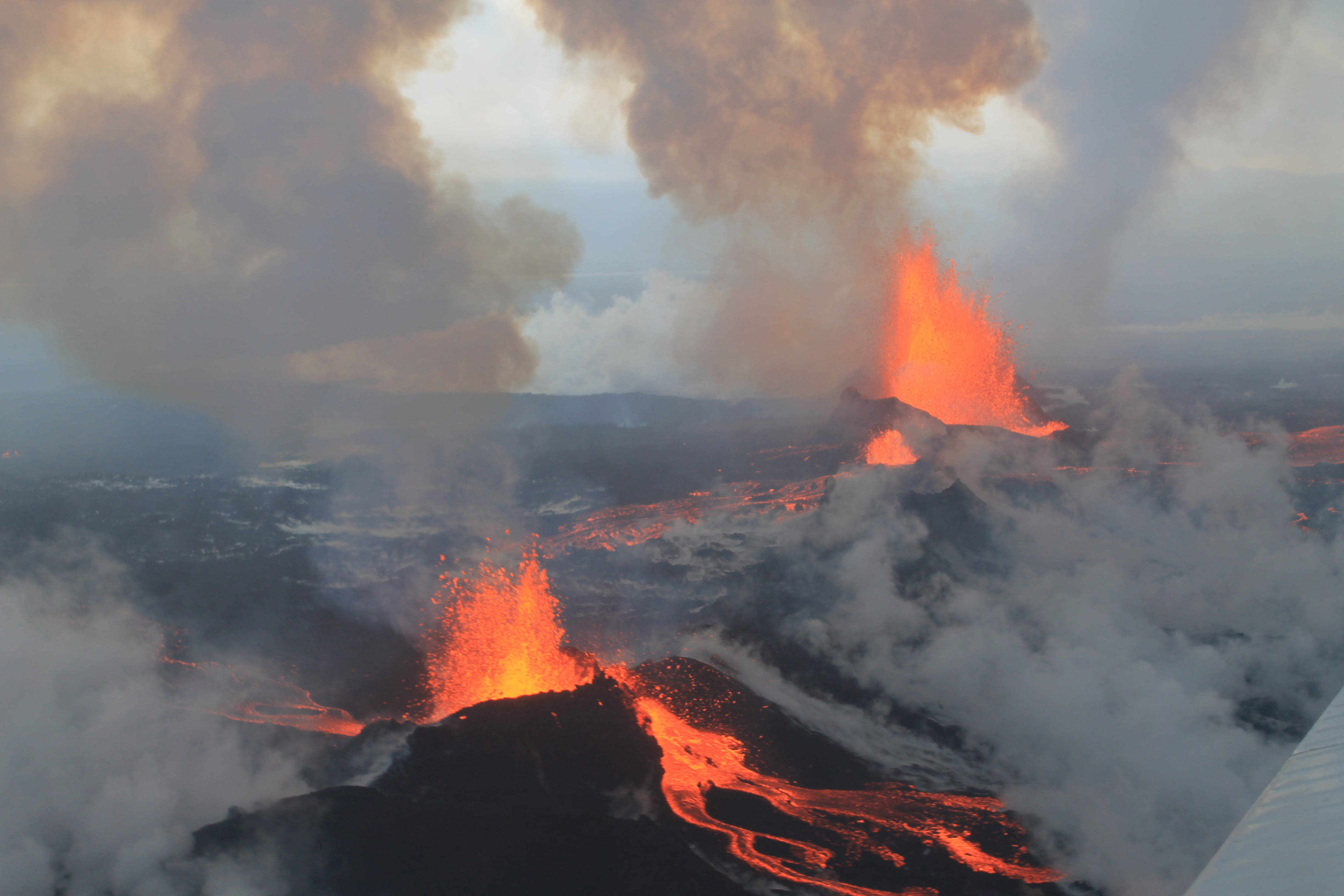
Erupce Bárðarbungy (2014)
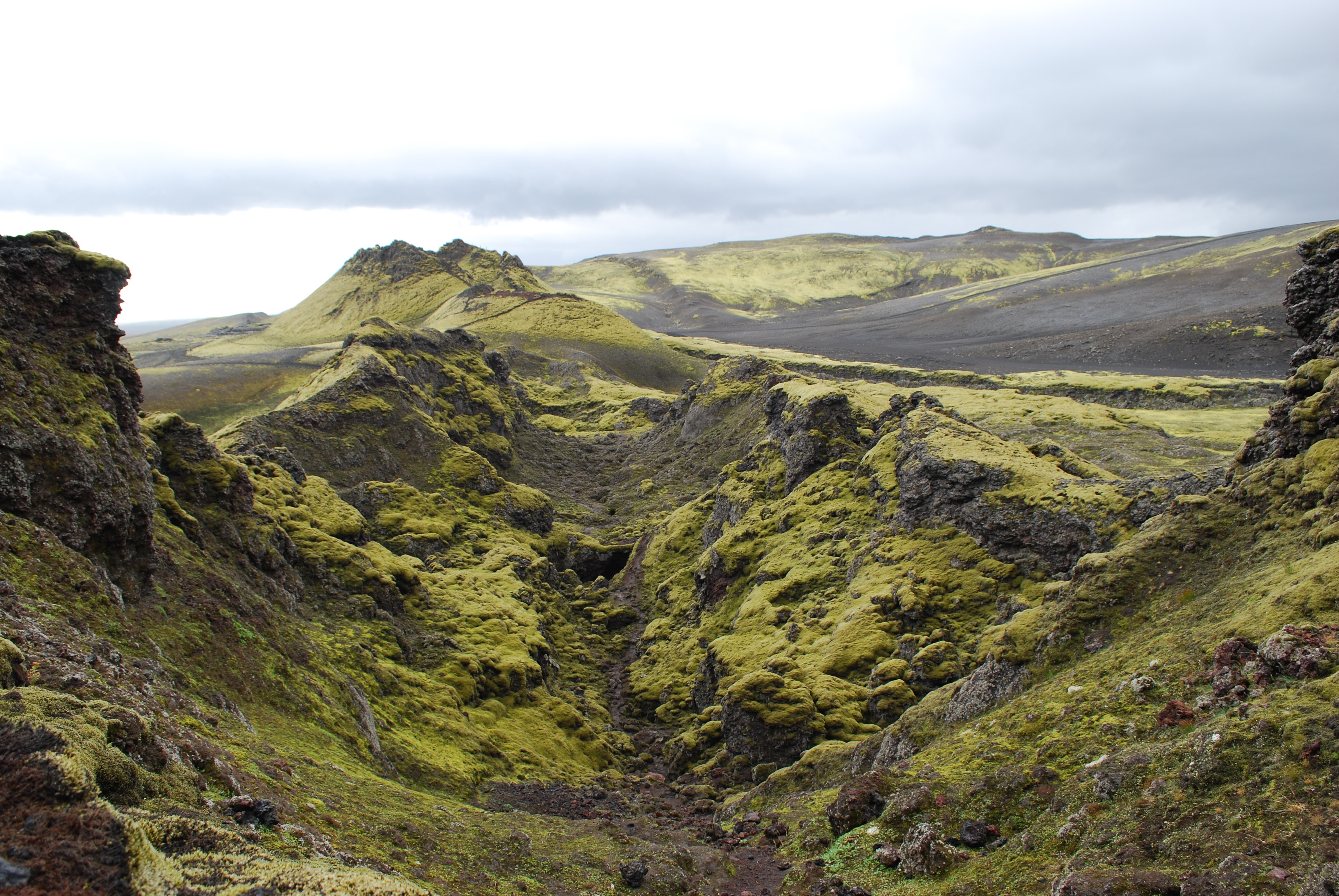
Pohled do trhliny Laki

#### Strombolská

Strombolská erupce: 1. oblak popela, 2. struska, 3. sopečný spad, 4. lávová fontána, 5. sopečná bomba, 6. lávový proud, 7. vrstvy lávy a popela, 8. stratum, 9. dajka, 10. přívod magmatu, 11. magmatický krb, 12. sill

Strombolský typ jsou slabé explozivní erupce a představují jeden z nejlépe zdokumentovaných typů. Jsou charakteristické krátkodobými, rytmicky se opakujícími výbuchy expandujících plynů, chrlící do svého nejbližšího okolí sopečnou strusku. Interval mezi samotnými pulzy může být v řádu vteřin nebo minut. Každý takový výbuch, doprovázený hlasitým zvukem, je způsobený prasknutím kapsy sopečných plynů, která k povrchu stoupá sopouchem a zároveň s sebou vytlačuje magma. Síla expandujících plynů magma fragmentuje na menší kusy, které jsou výtrysky chrleny maximálně do výšky několik set metrů. Během svého letu částečně utuhnou a jako sopečná struska se hromadí v okolí sopečného kráteru. Jednotlivý výbuch může na zemský povrch dopravit 1–10 tun materiálu. Kromě strusky jsou schopné taktéž produkovat malá oblaka sopečného popela (nepřekračující výšku 1 km) a vystřelovat sopečné bomby. Pro strombolské erupce jsou běžná málo viskózní magmata čedičového a čedičoandezitového složení. Typicky se vyskytují u sypaných kuželů a stratovulkánů na konvergentním rozhraní tektonických desek (subdukční zóny). Eruptivní epizoda může bez přestávky trvat hodiny nebo i dny. Může ji rovněž doprovázet lávová fontána. Konec epizody bývá někdy zakončován produkcí lávových proudů. Typ erupce byl pojmenován podle známého italského vulkánu Stromboli, který je nepřetržitě činný již 2 400 let a proto ho starověcí Římané přezdívali „maják Středozemního moře“. Strombolské erupce jsou turisticky vyhledávané, zejména pro noční pozorování.

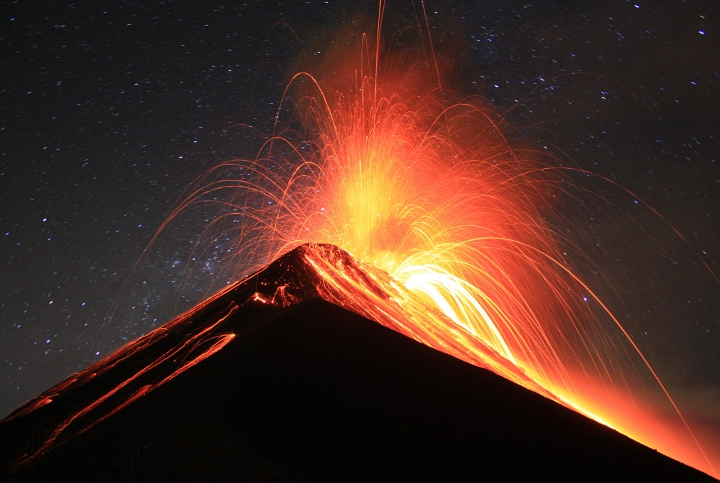
Fuego
Stromboli
Stromboli
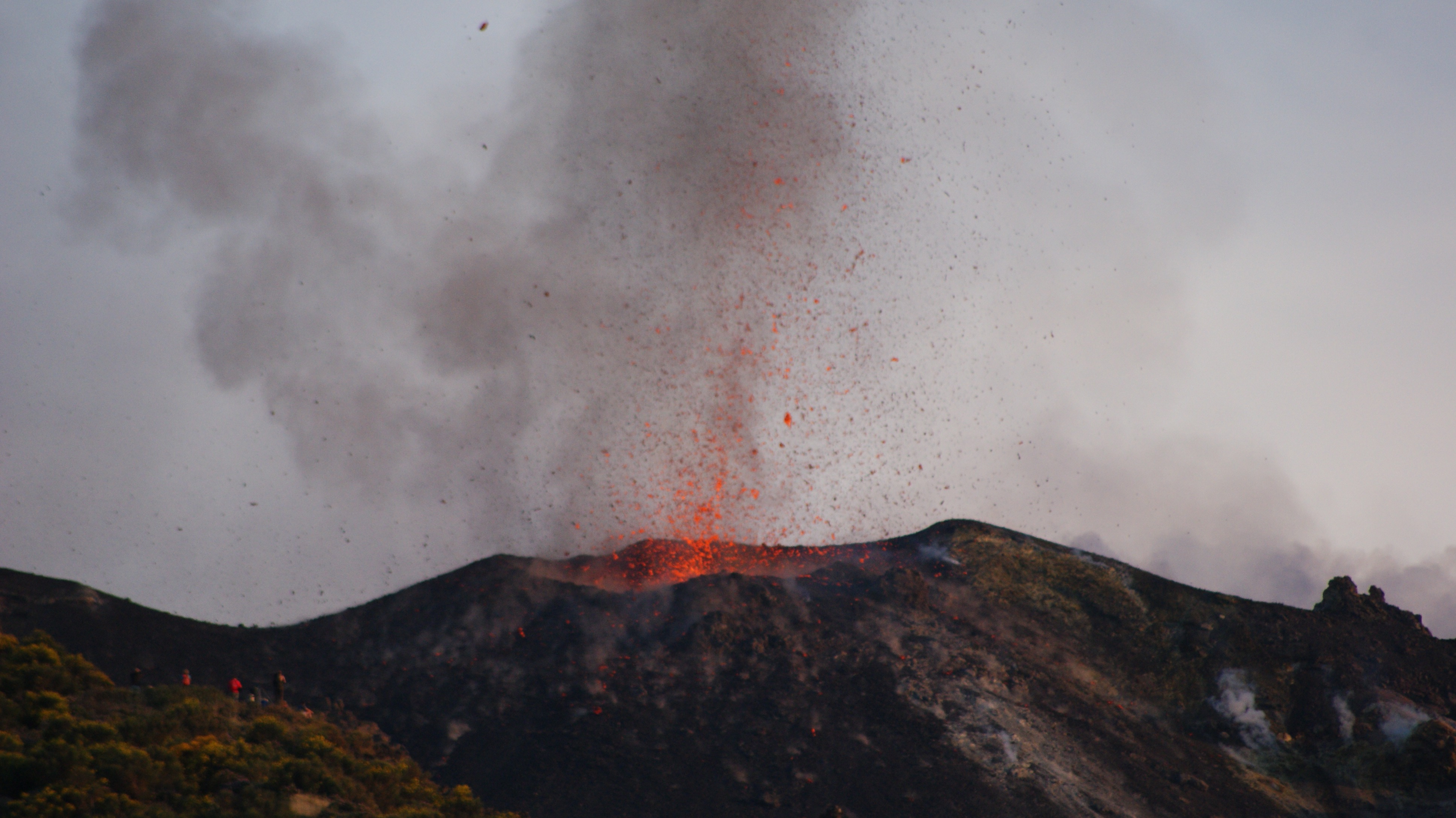
Stromboli
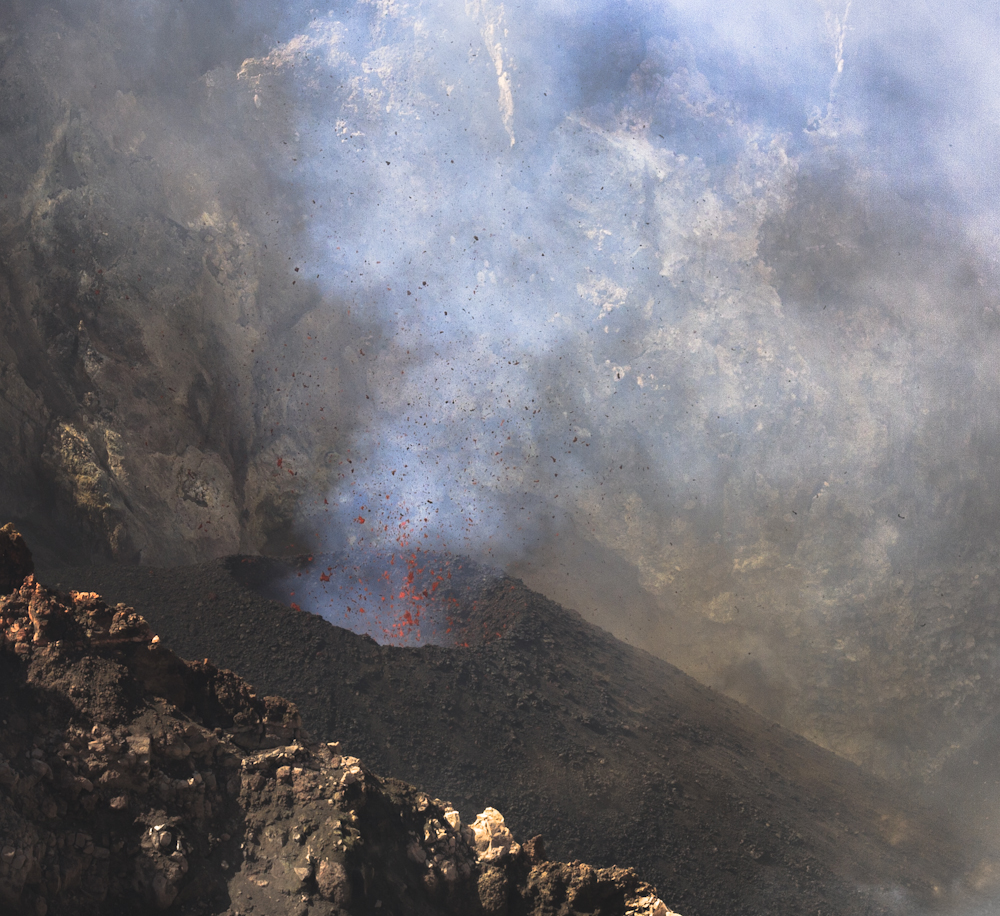
Etna
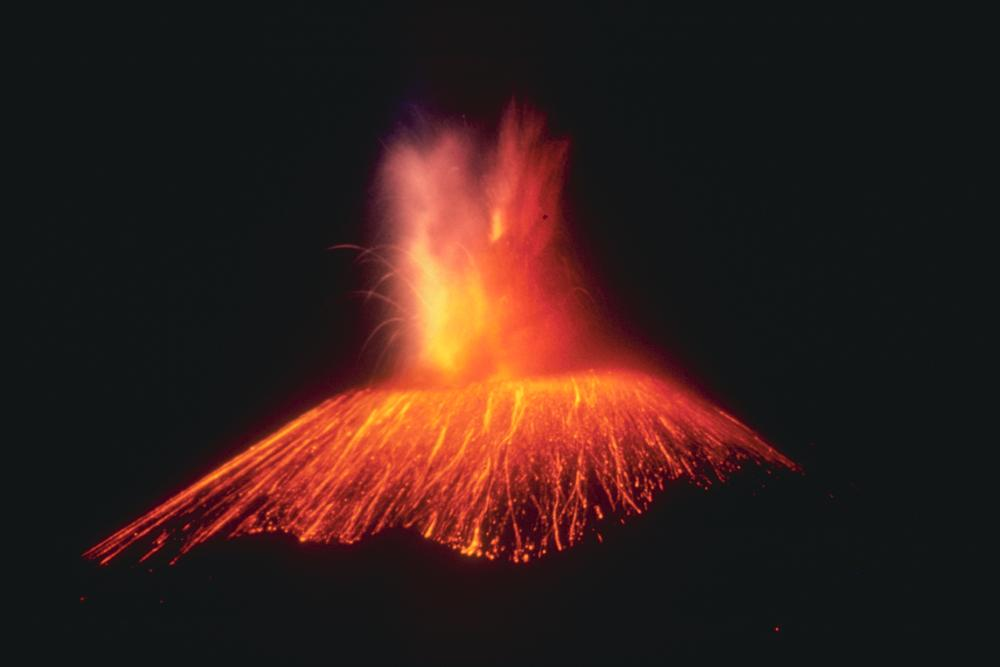
Paricutín (1943)

#### Vulkánská

Vulkánská erupce: 1. oblak popela, 2. struska, 3. lávová fontána, 4. sopečný spad, 5. lávová bomba, 6. lávový proud, 7. vrstvy lávy a popela, 8. stratum, 9. sill, 10. přívod magmatu, 11. magmatický krb, 12. dajka

Vulkánské erupce jsou středně prudké explozivní erupce, produkující oblaka popela a zároveň do okolí vystřelují velké kusy hornin (tzv. lávové bomby). Souvisejí s přítomností velice viskózního magmatu, zejména čedičo-andezitového, andezitového, dacitového a ryolitového složení. To obsahuje velké množství plynů, které vlivem viskozity nemohou z magmatu volně unikat. V jícnu sopky tak postupně narůstá tlak, až nakonec dojde k jeho náhlému uvolnění prostřednictvím prudkých explozí, které mohou být velmi hlasité. Síla takového výbuchu je přímo úměrná množství nahromaděných plynů. Jednotlivé výbuchy vulkánských erupcí se rytmicky opakují, byť nepravidelně, přičemž délka intervalu se pohybuje od méně než jedné minuty až po jeden den. Oblaka sopečného popela obvykle dosahují výšek 1 až 2 km. Jenom výjimečně vyvržený materiál vystoupá do výšky přes 10 km (takové události mohou být mylně zaměňovány za subpliniovské). Lávové bomby, jejichž dráha je reprezentovaná balistickou křivkou, mohou dopadat na zemský povrch dokonce 5 km od sopečného kráteru. Explozivní charakter vulkánské aktivity je dále podporován předčasným tuhnutím viskózního magmatu přímo v jícnu sopky, čímž vzniká dočasná zátka, která je posléze zničena další explozí, jakmile tlak plynů překročí její pevnost. Výbuchy mohou být tak prudké, že vyvržené kusy hornin mohou překonat rychlost zvuku, což vede k vytvoření sonického třesku. Vulkánské erupce byly pojmenované podle italské sopky Vulcano. Lze se s nimi setkat po celém světě, typické jsou například pro indonéskou Krakatoiu, japonskou Sakuradžimu nebo kostarickou Irazú. Vzhledem k produkci velkého množství lávových bomb s velkým dopadovým poloměrem je tento typ erupce poměrně nebezpečný. V některých případech je schopný vytvořit i malé pyroklastické proudy.

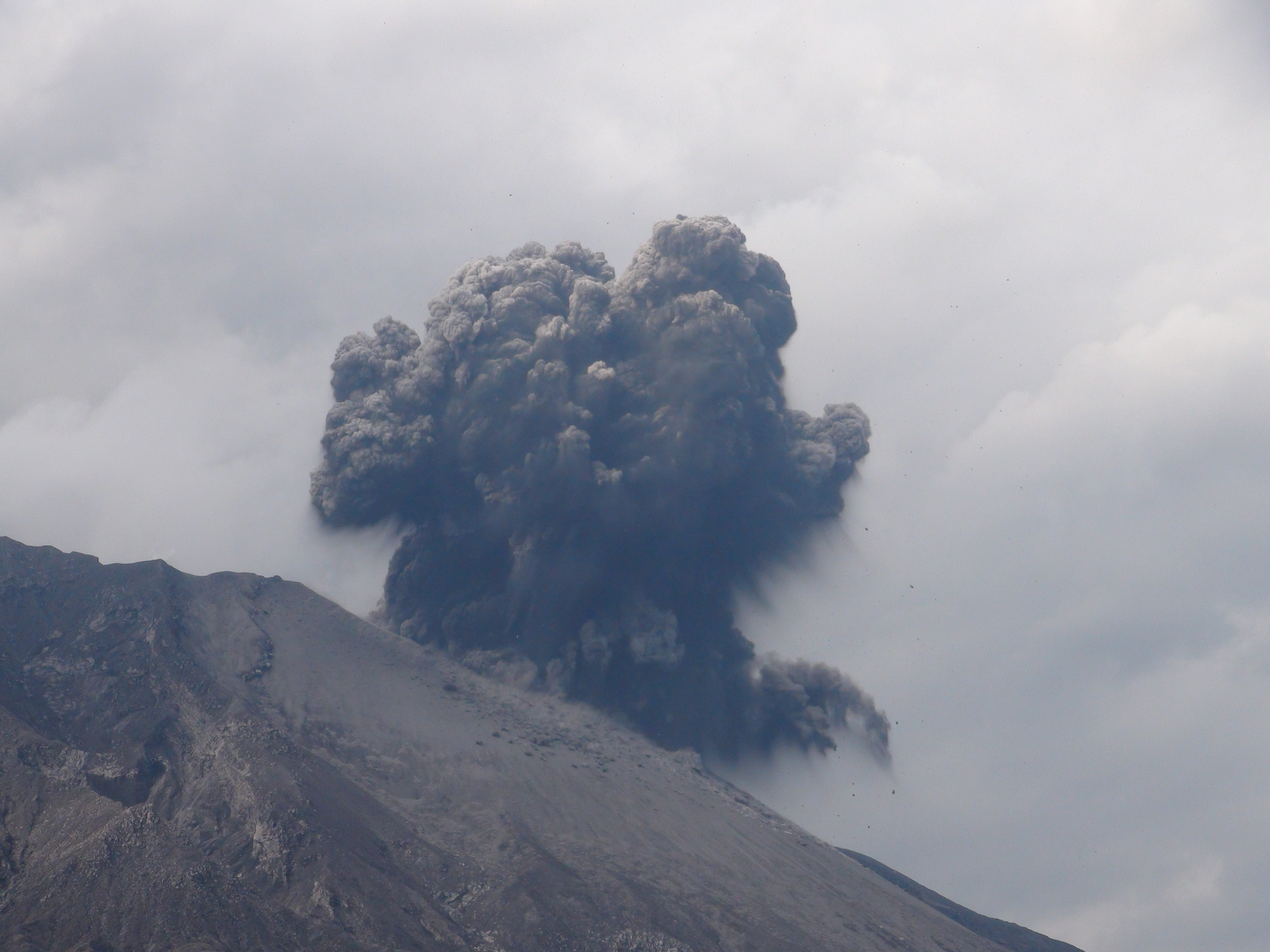
Erupce Sakuradžimy
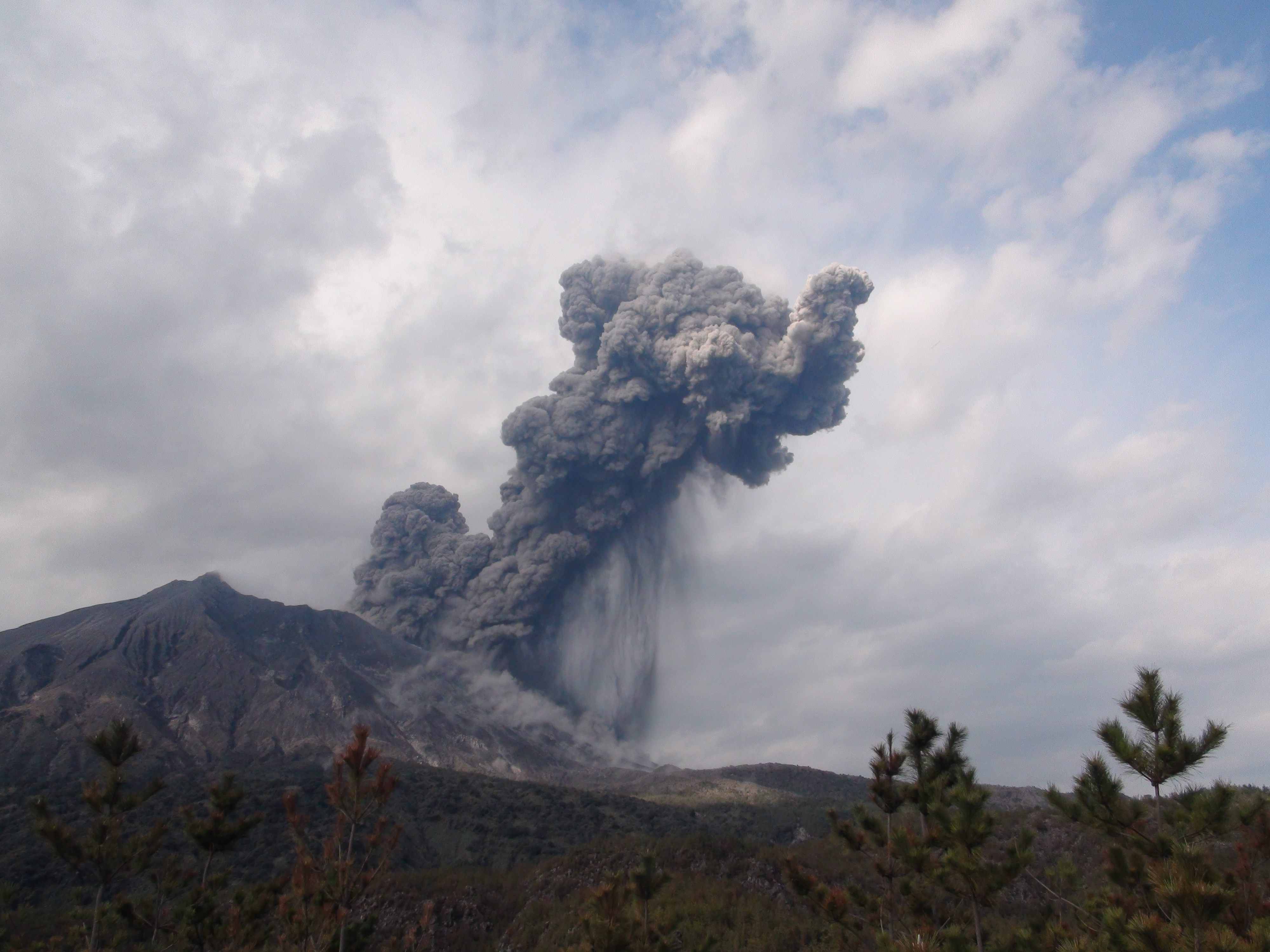
Stejná erupce po 48 vteřinách
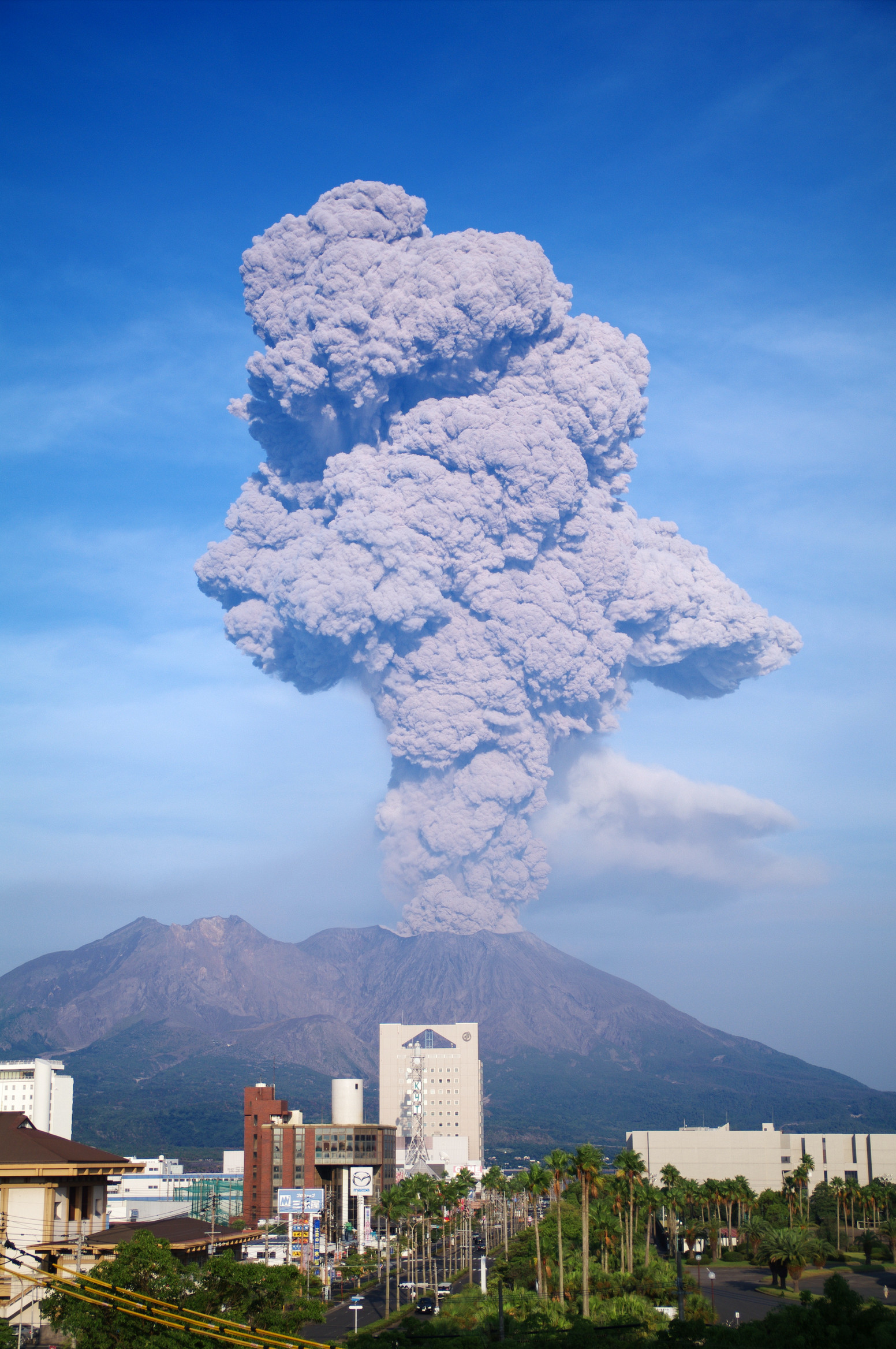
Erupce Sakuradžimy
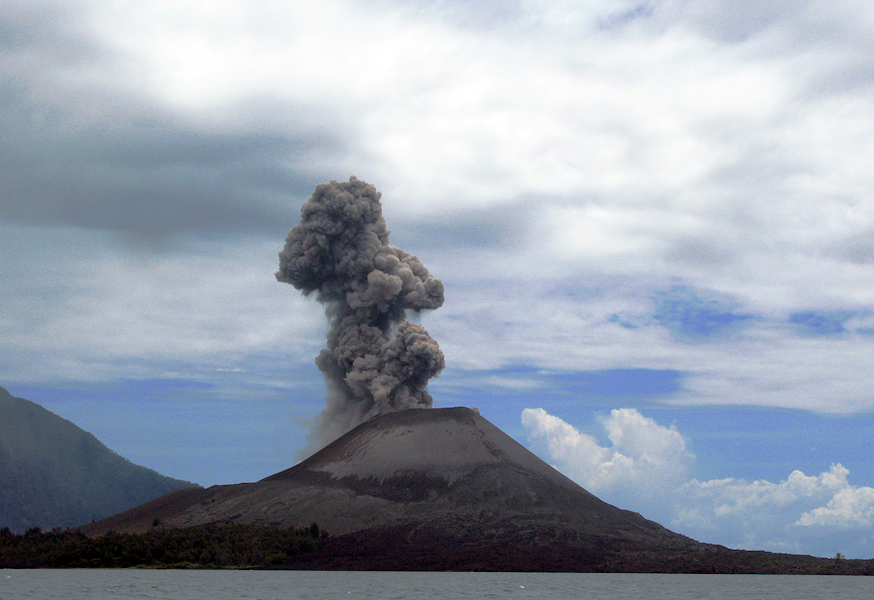
Erupce Krakatoi
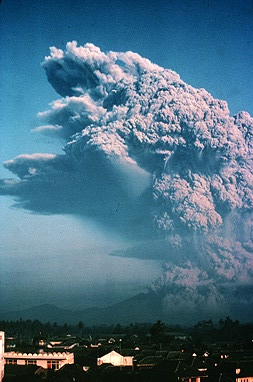
Silná vulkánská erupce (VEI 4) Galunggung

#### Peléjská

Peléjská erupce: 1. oblak popela 2. sopečný spad, 3. lávový dóm, 4. lávová bomba, 5. pyroklastický proud, 6. vrstvy lávy a popela, 7. stratum, 8. přívod magmatu, 9. magmatický krb, 10. dajka.

Jsou explozivní erupce, jejichž hlavním rysem je produkce pyroklastických proudů, kvůli čemuž mohou být pro své okolí velmi destruktivní. Proudy nejčastěji vznikají kolapsem lávového dómu nebo lávové jehly. Zhroucení je způsobeno buď jejich strukturální nestabilitou nebo tlakem přísunu nového magmatu. Opakování tvorby a kolapsu může přetrvávat několik let nebo i desetiletí (Santiaguito). Erupce jsou úzce vázány na vysoce viskózní felsické magma ryolitového, případně andezitového složení. Neprobíhají zcela samostatně, ale často doprovázejí erupce vulkánského nebo pliniovského typu. Poprvé byly popsány při erupci karibského vulkánu Mont Pelée, který svými pyroklastickými proudy zahubil 28 tisíc obyvatel. Peléjské erupce se rovněž objevily u Hibok-Hibok (1948–1951), Mayon (1984) či Soufrière (2021).

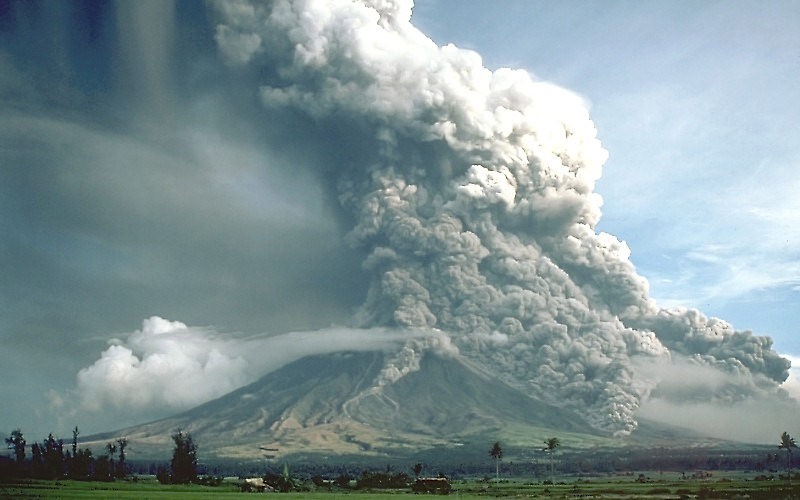
Erupce Mayon
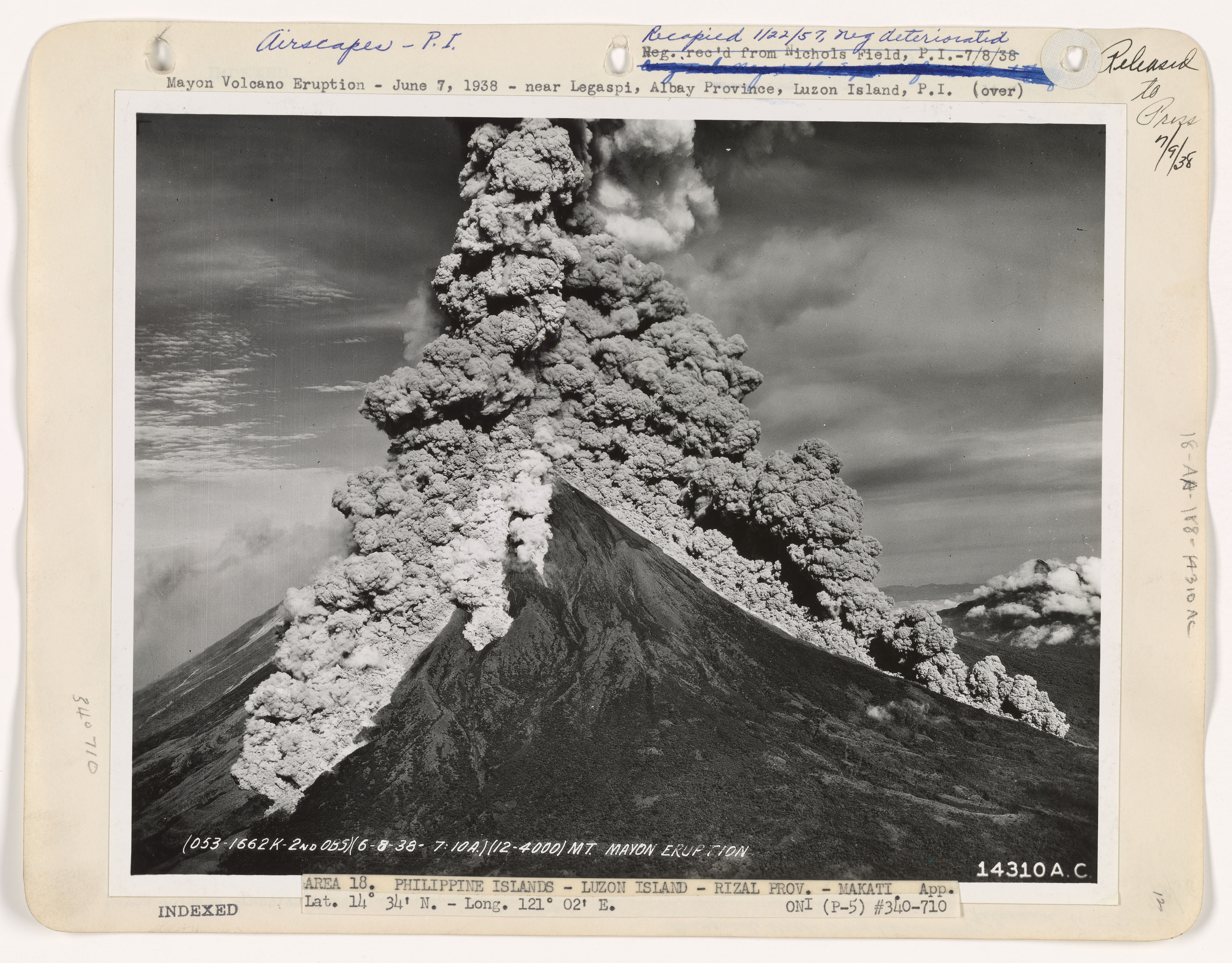
Erupce Mayon se zřetelnými pyroklastickými proudy

#### Pliniovská

Pliniovská erupce: 1. erupční sloupec, 2. přívod magmatu, 3. sopečný spad, 4. vrstvy lávy a popela, 5. podložní nevulkanické vrstvy původních hornin, 6. magmatický krb.

Pliniovské erupce jsou extrémně explozivní erupce. V podstatě se jedná o nejničivější a energeticky nejmohutnější typ erupce. Délka jejich trvání se pohybuje v řádu hodin nebo několika dnů. Jsou velmi bohaté na plyny a na značně viskózní intermediální či felsická magmata dacitového až ryolitového složení (čedičové je poměrně neobvyklé). Prvním charakteristickým znakem pliniovských erupcí je vysoký erupční sloupec, skládající se z velmi horké směsi plynů, popela a pemzy. Jeho výška mnohdy překračuje 30 km, výjimečně může penetrovat stratopauzu, proniknout až do mezosféry a dosáhnout výšky 55 km. V těchto výškách se jeho stoupání zastavuje a nastává horizontální šíření v závislosti na rychlosti a směru větru, čímž nabývá tvaru připomínající deštník. Zemský povrch pod tímto větrem hnaným sopečným mrakem je zasypáván pyroklastiky (sopečným popelem, struskou a kusy pemzy). Tento jev se označuje jako sopečný spad, přičemž tloušťka naakumulované vrstvy se zvyšuje se zmenšující se vzdáleností ke zdroji erupce. Stabilitu sloupce udržuje jeho vlastní silné konvekční proudění a rychlost stoupání činí 150–600 m/s. Během hlavní fáze je vulkán schopný chrlit milion až 100 milionů tun materiálu za vteřinu. Jakmile dojde k oslabení konvekčního proudění ve sloupci, nastává jeho částečný nebo úplný gravitační kolaps. Materiál, který ho tvořil má totiž vyšší hustotu než okolní vzduch, takže se velkou rychlosti de facto „rozleje“ po svazích dolů v podobě extrémně nebezpečných pyroklastických proudů nebo pyroklastických přívalů, společně označované zkratkou PDC (Pyroclastic density current). Ty mohou zničit přilehlé okolí sopky až do vzdálenosti 25 km. Cyklus zformování sloupce a jeho zhroucení se může několikrát opakovat. Druhým charakteristickým znakem tohoto typu erupcí je velké množství vyvrženého materiálu. Nízkoenergetický druh, zvaný subplinovský, produkuje 0,1–1 km³ sopečného materiálu. Erupční sloupec obecně neproniká do stratosféry. Zároveň je vlivem slabé konvekce nestabilní a podstupuje opakované kolapsy a dochází tak k tvorbě nízkoobjemových PDC. Klasická pliniovská erupce zpravidla vyvrhne 1–10 km³. Oproti tomu ultrapliniovská erupce je schopná vyvrhnout více než 10 km³. Lze se rovněž setkat se speciálním termínem freatopliniovská erupce, pro kterou je typický velmi vysoký erupční sloupec. Například při erupci tichomořské sopky Hunga Tongy 15. ledna 2022 dosáhl erupční sloupec výšky 58 km. Třetí charakteristický znak pro pliniovské erupce je vznik kaldery. Při vyvržení více než několik km³ vulkanického materiálu dochází velmi často k propadu nadložních vrstev do částečně vyprázdněného magmatického krbu, což se na povrch projeví kolapsem a úplným zánikem původního sopečného tělesa a tudíž vzniku několik kilometrů široké kaldery. Obecně jsou pliniovské erupce oproti jiným typům erupcí poměrně vzácné. Mají značný potenciál ovlivnit globální klima.
Typ erupce nese jméno po Pliniu mladším. Ten byl svědkem slavné erupce Vesuvu roku 79, jež zničila římská města Pompeje a Herculaneum. Ve svém dopise pro Tacita připodobnil erupční sloupec ke středomořské borovici. Navíc chronologickým popisem jednotlivých fází erupce položil nejenom první základy vulkanologie, ale také pomohl současným vulkanologům pochopit průběh erupce a ověřit jejich stratigrafický průzkum sopečných uloženin kolem Vesuvu.

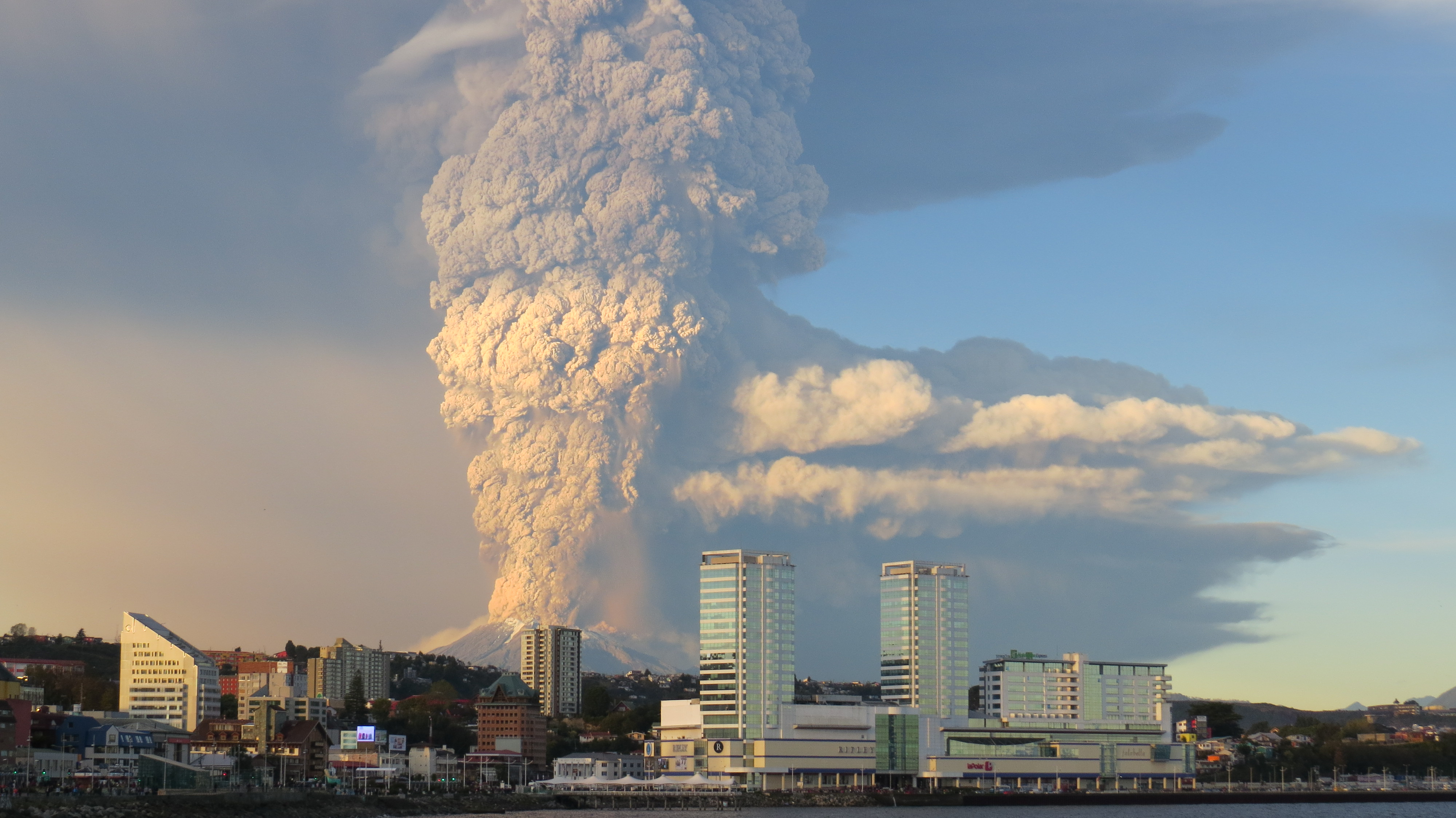
Subpliniovská erupce Calbuca (2015)
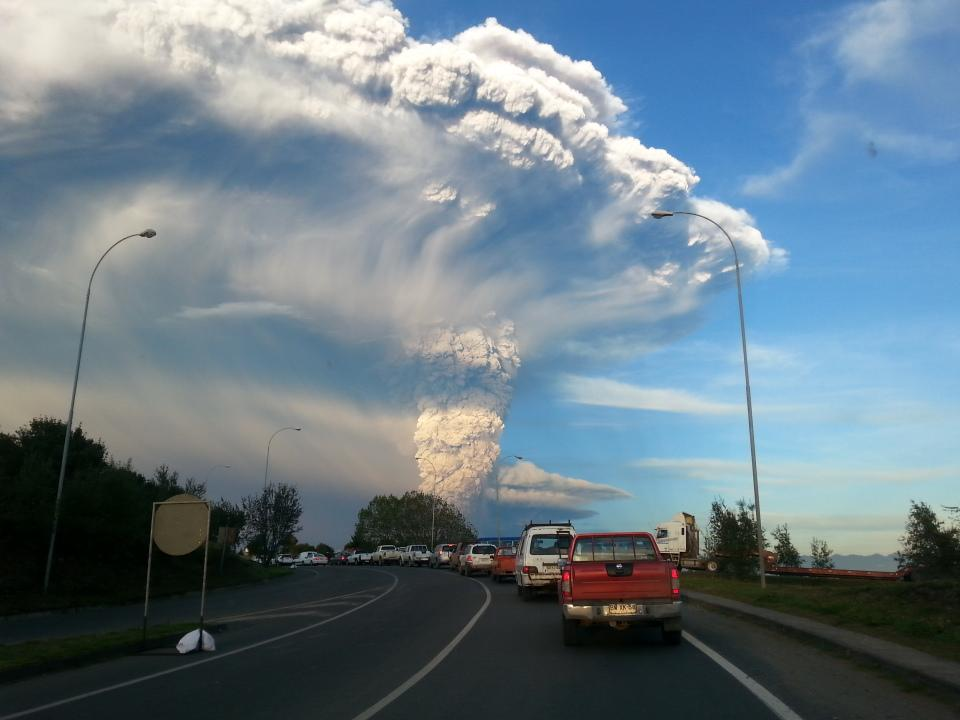
Calbuco
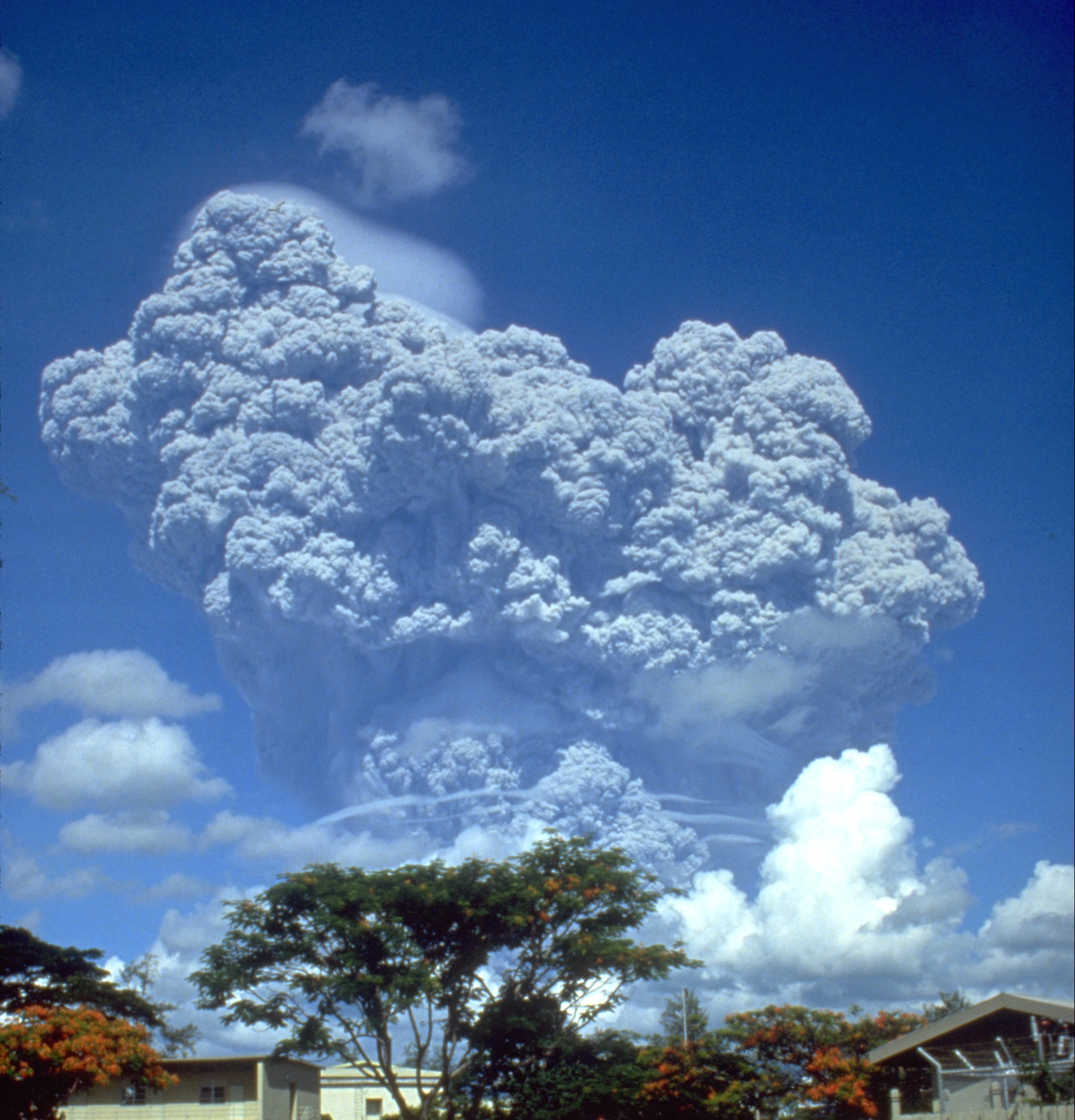
Erupční sloupec Pinatuba
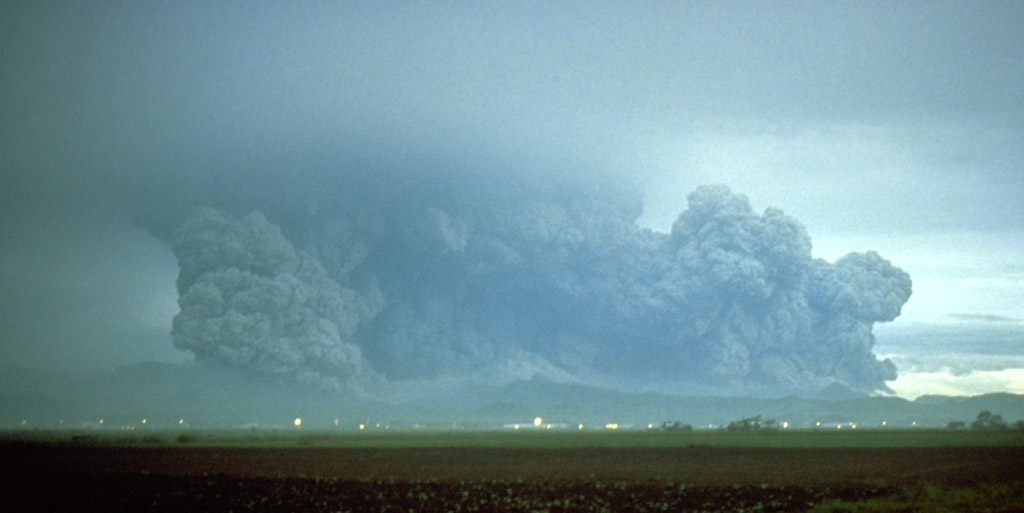
Pyroklastický proud s dosahem 8 až 10 km, vzniklý kolapsem sloupce filipínského Pinatuba (1991)
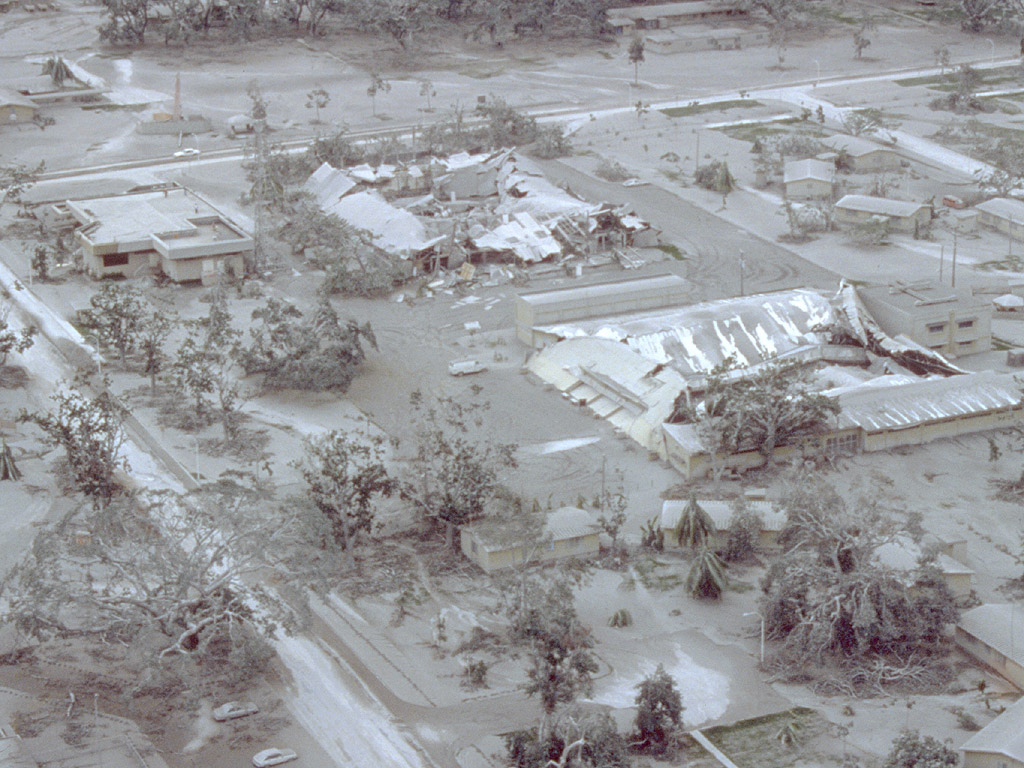
Zřícené střechy na americké letecké základně, 21 kilometrů od vrcholu Pinatuba, které přetížila silná vrstva sopečného popelu.
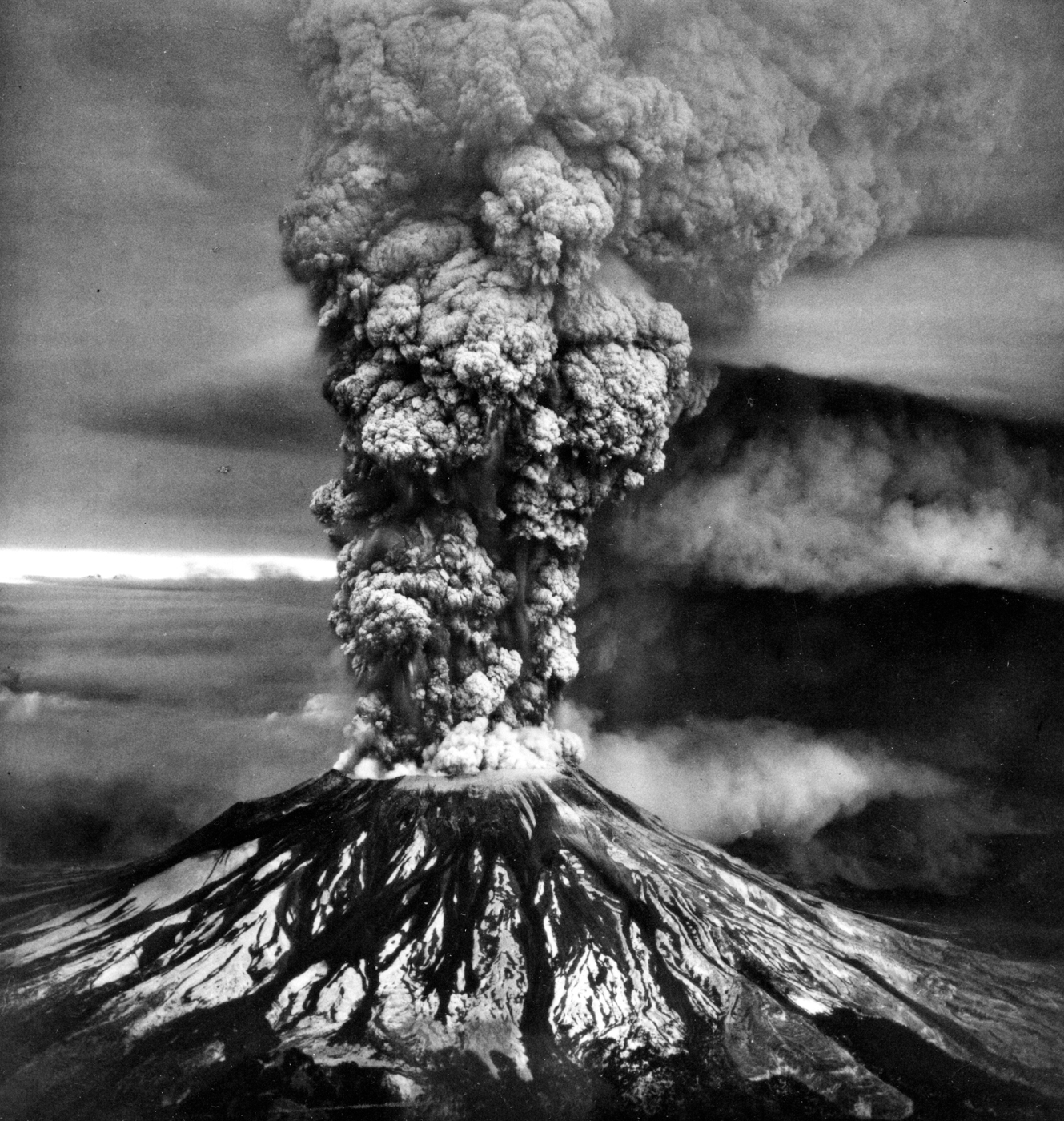
Erupční sloupec Mount St. Helens (1980)
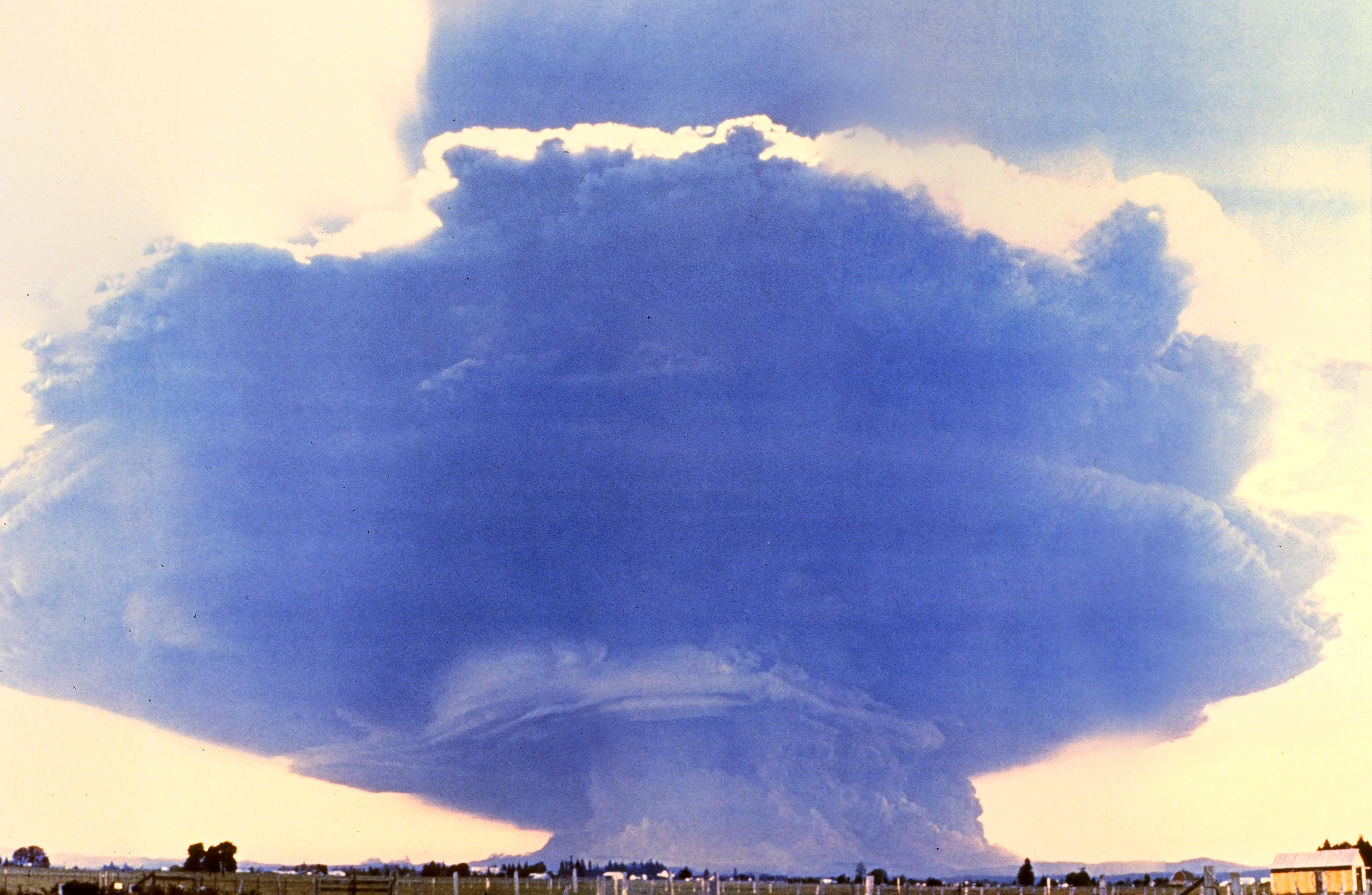
Mount St. Helens

#### Surtseyská

Surtseyská erupce: 1. oblak páry, 2. vyvrhovaný materiál, 3. sopečný kráter, 4. vodní plocha, 5. vrstvy lávy a popela, 6. dno vodní plochy, 7. sopouch, 8. magmatický krb, 9. dajka

Erupce surtseyského typu jsou druhem freatomagmatické erupce, kdy větší množství vody má volný přístup do sopečného jícnu. Bouřlivá interakce se žhavým magmatem má za následek zvýšení explozivity a jeho vysokou fragmentaci. Dochází tak k prudké explozi v podobě černě zbarveného výtrysku, tvořeného popelem, kusy lávy, vody, páry a plyny, schopného dosáhnout výšky i 800 m, přičemž lávové bomby mohou být vystřeleny ještě výš a do větší vzdálenosti. Ihned na to začne vypuzený materiál opět padat zpět dolů. U základny výtrysku se na všechny strany vyvalí rozpínající se pyroklastický příval typu base surge, turbulentní směs přehřátých plynů a popela. Poprvé byly surtseyské erupce zdokumentovány v roce 1963, kdy sopečná činnost vytvořila nový ostrov poblíž jihozápadního pobřeží Islandu, posléze pojmenovaný jako Surtsey.

Erupce Taal s patrným pyroklastickým přívalem
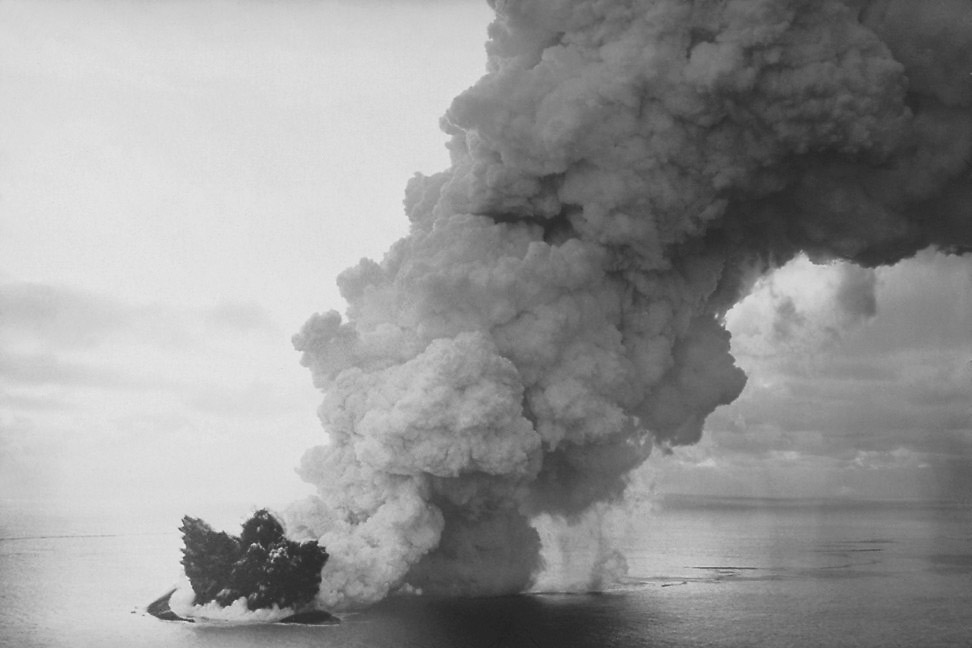
Erupce na ostrově Surtsey
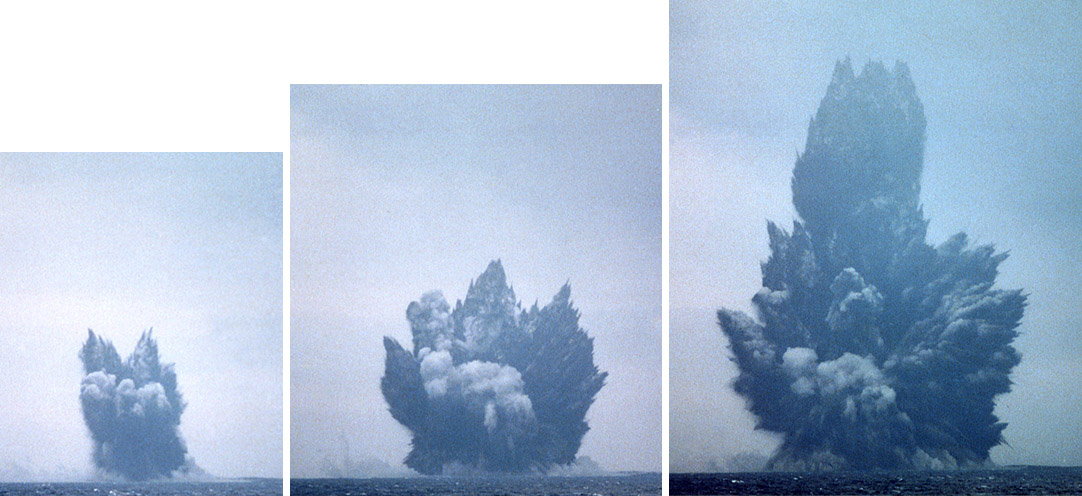
Erupce Fukutoku-Okanoba
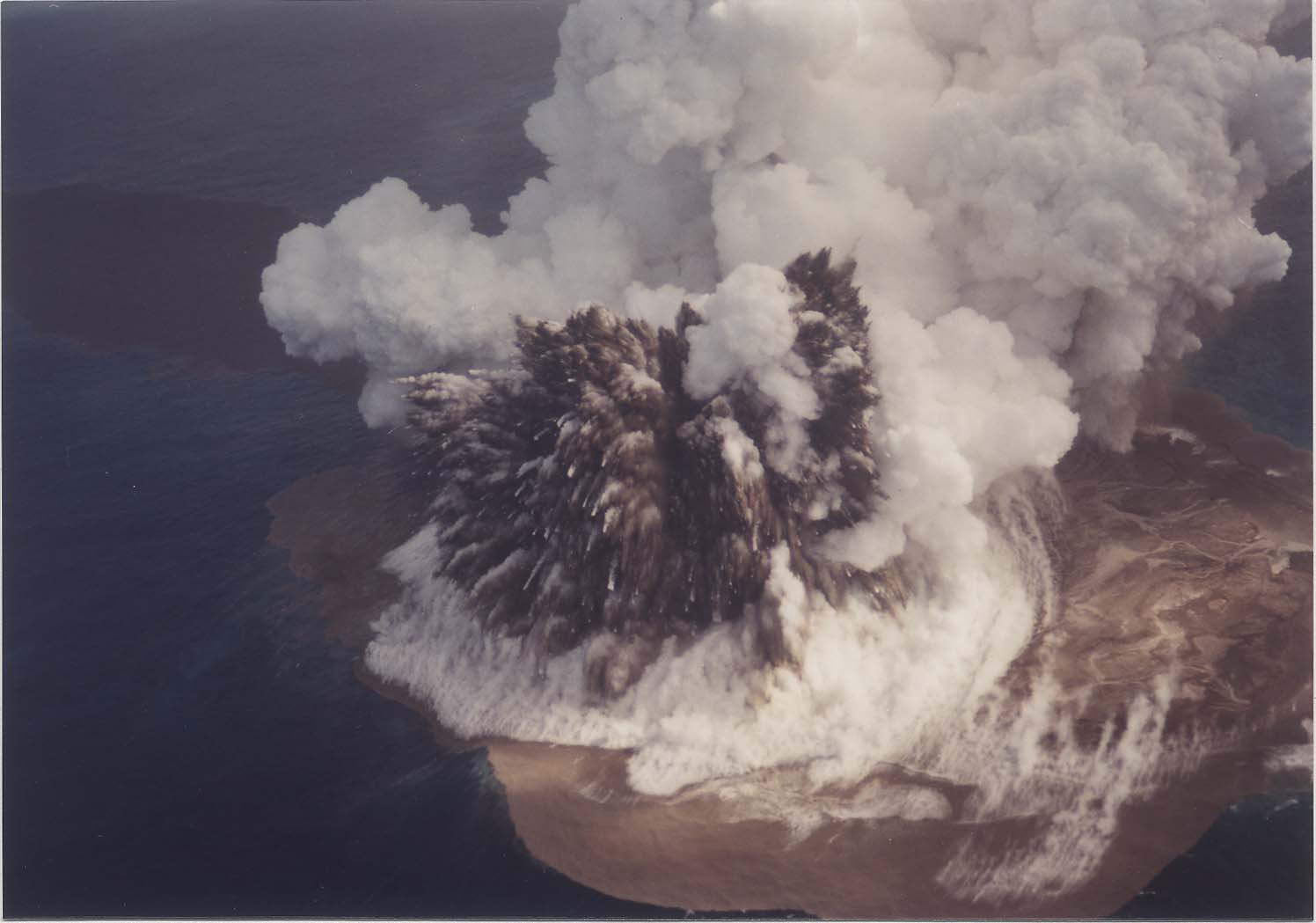
Erupce Fukutoku-Okanoba

#### Subglaciální

Subglaciální erupce: 1. oblak vodní páry, 2. kráterové jezero, 3. okolní led, 4. vrstvy lávy a sopečného popela, 5. podloží, 6. polštářová láva, 7. sopouch, 8. magmatický krb, 9. dajka

Subglaciální erupce probíhají u sopek, jež jsou z většiny nebo celé pokryté ledovcem či ledovým příkrovem. Během erupce dochází vlivem tepla k roztavení nadložního ledu. Pokud dojde ke kontaktu vody s magmatem, nastává bouřlivá reakce a erupce se stává freatomagmatickou. Zvýšená explozivita podporuje fragmetaci magmatu, čímž dochází k tvorbě hustých mračen sopečného popela. Množství roztáté vody může být natolik velké, že její masa může prorazit skrz ledovec a následně způsobit masivní povodně, na Islandu zvané jako jökulhlaupy. Jejich průtok může být dosahovat tisíců někdy i sta tisíců m³/s, čímž se mohou dokonce vyrovnat průtoku řeky Amazonky. Mezi známou subglaciální erupci patří erupce islandské Eyjafjallajökull v dubnu 2010. Kvůli mračnu popela se nad velkou částí Evropy musela na několik dní přerušit letecká doprava.

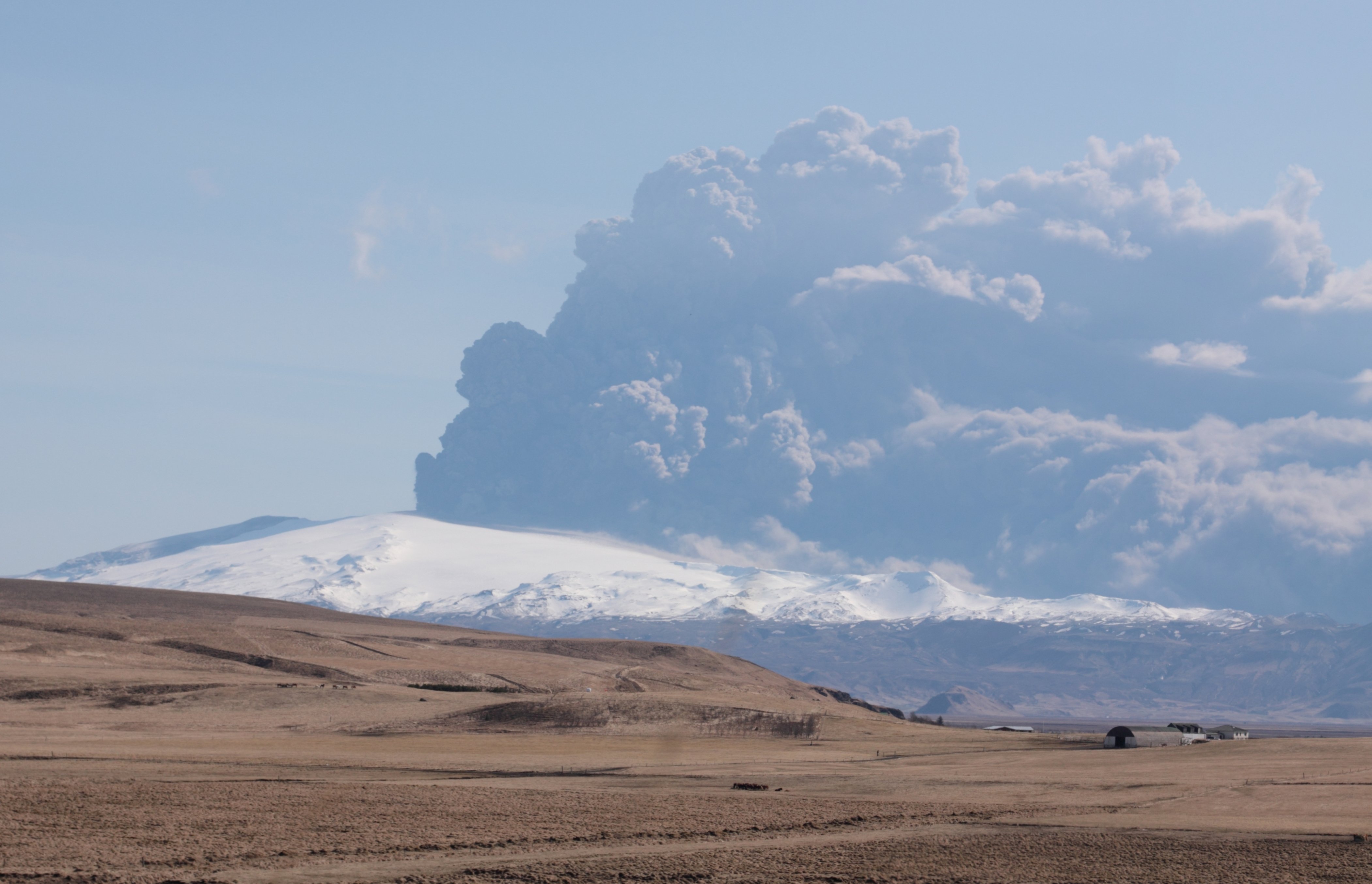
Erupce Eyjafjallajökull

#### Podmořská

Podmořská erupce: 1. oblak vodní páry, 2. okolní voda, 3. podloží dna, 4. lávový proud, 5. sopouch, 6. magmatický krb, 7. dajka, 8. polštářová láva

Zhruba 70–80 % veškeré vulkanické činnosti na Zemi probíhá na dně oceánů a moří. Většina podmořských erupcí je soustředěna na středooceánských hřbetech podél divergentních rozhraní. Zde se dvě tektonické desky od sebe oddalují, což podporuje výstup magmatu, který převážně efuzivní (výlevnou) činností formuje novou oceánskou kůru. Málo viskózní láva, převážně čedičového složení, zde vytváří tzv. polštářovou lávu. Majoritní část oceánské kůry je složená právě těmito „polštáři“. Podmořské vulkány mohou rovněž způsobovat erupce explozivního charakteru. Takové sopky se hojně nalézají na konvergentním rozhraní (subdukce) tektonických desek. Explozivita erupcí je však značně tlumena hydrostatickým tlakem vodního sloupce, kdy s každými 100 m hloubky naroste o 1 MPa. Čím vyšší je tlak, tím více je omezována expanze sopečných plynů, neboli výbušnost. Ačkoliv většina vulkanické činnosti na planetě probíhá pod hladinou moří a oceánů, tak je kvůli velmi špatné přístupnosti málo prozkoumaná. Navíc mnohé podmořské vulkány zůstávají z velké části dosud neobjeveny.

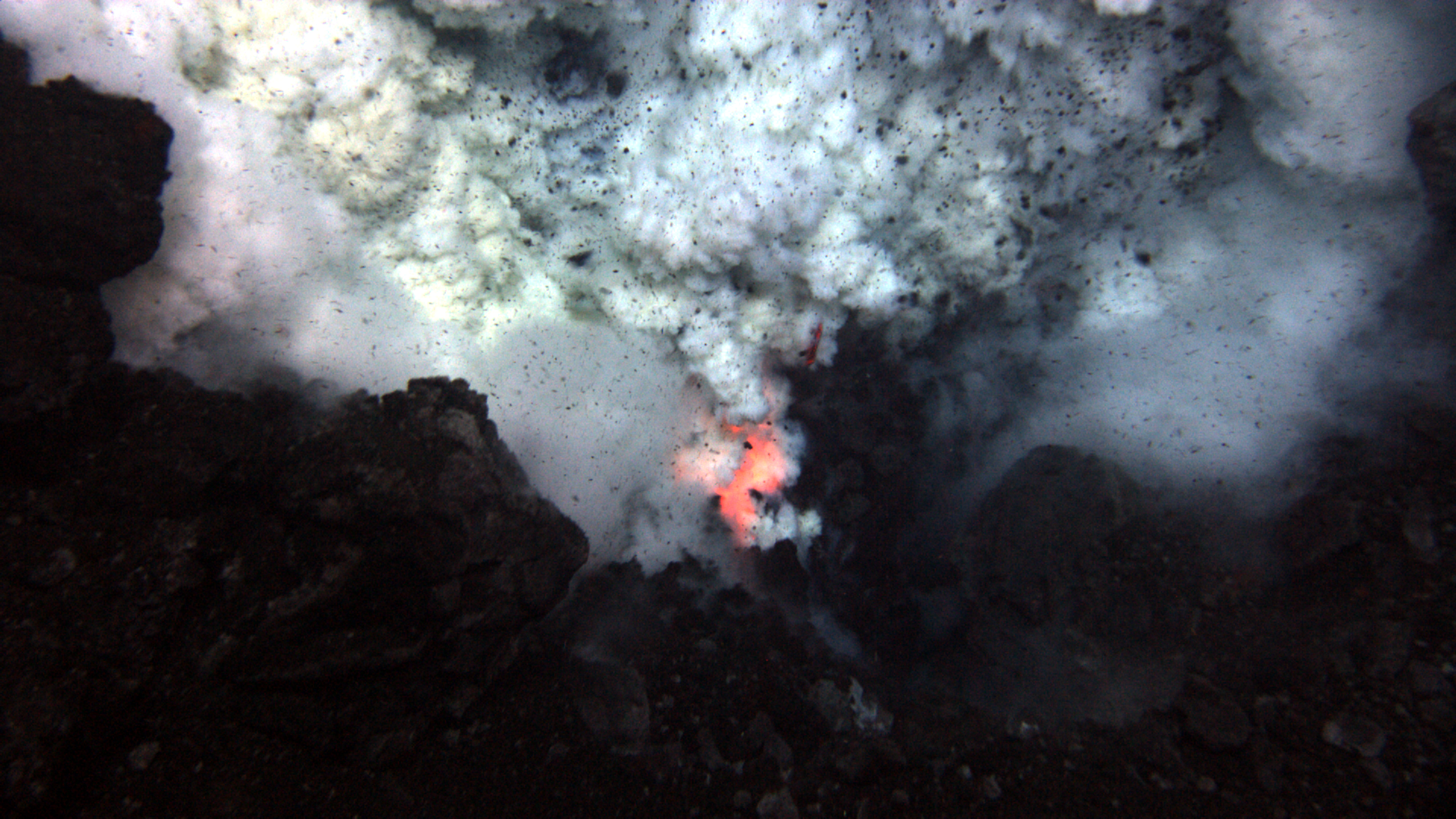
Erupce sopky West Mata
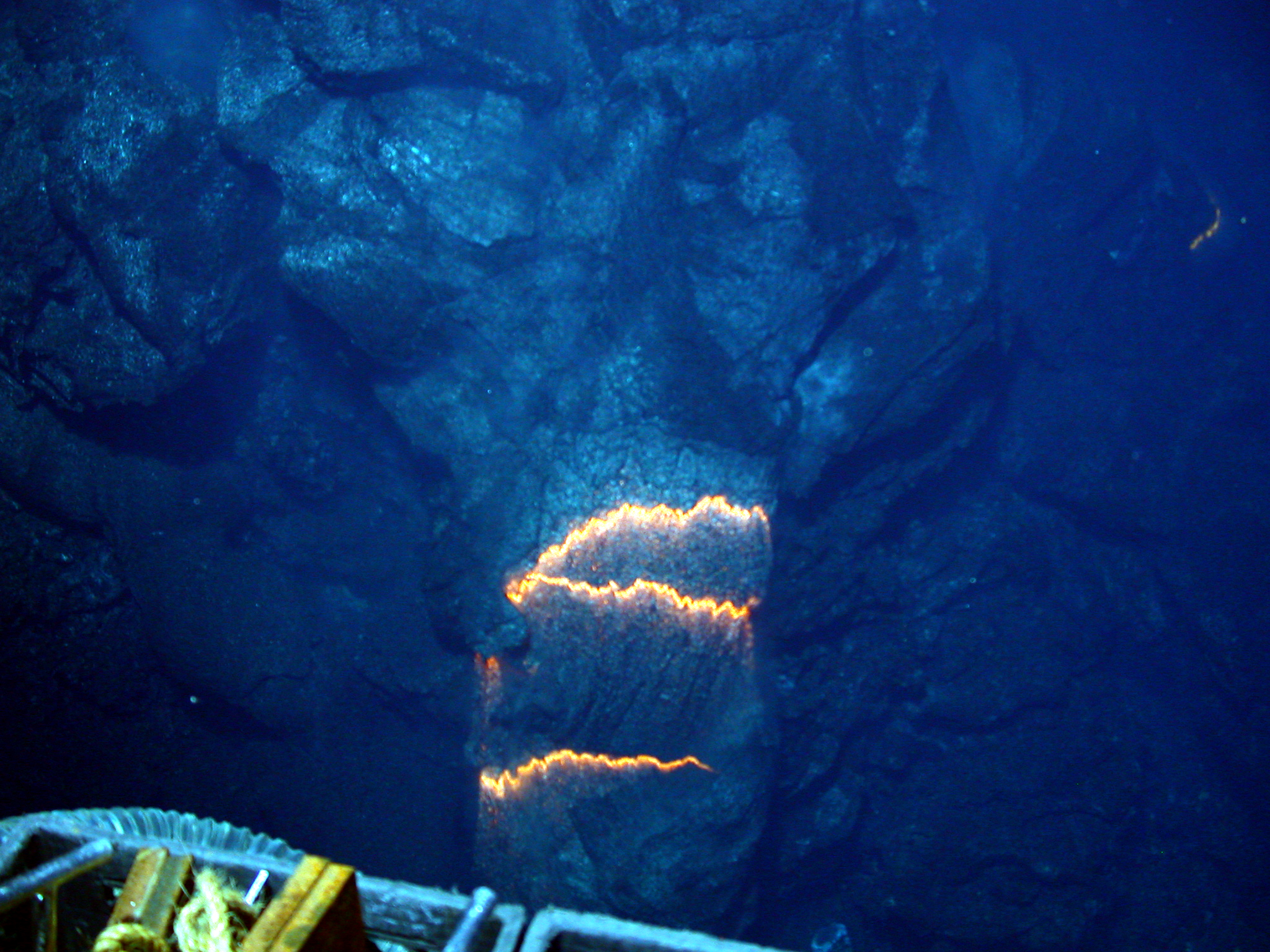
Erupce sopky West Mata
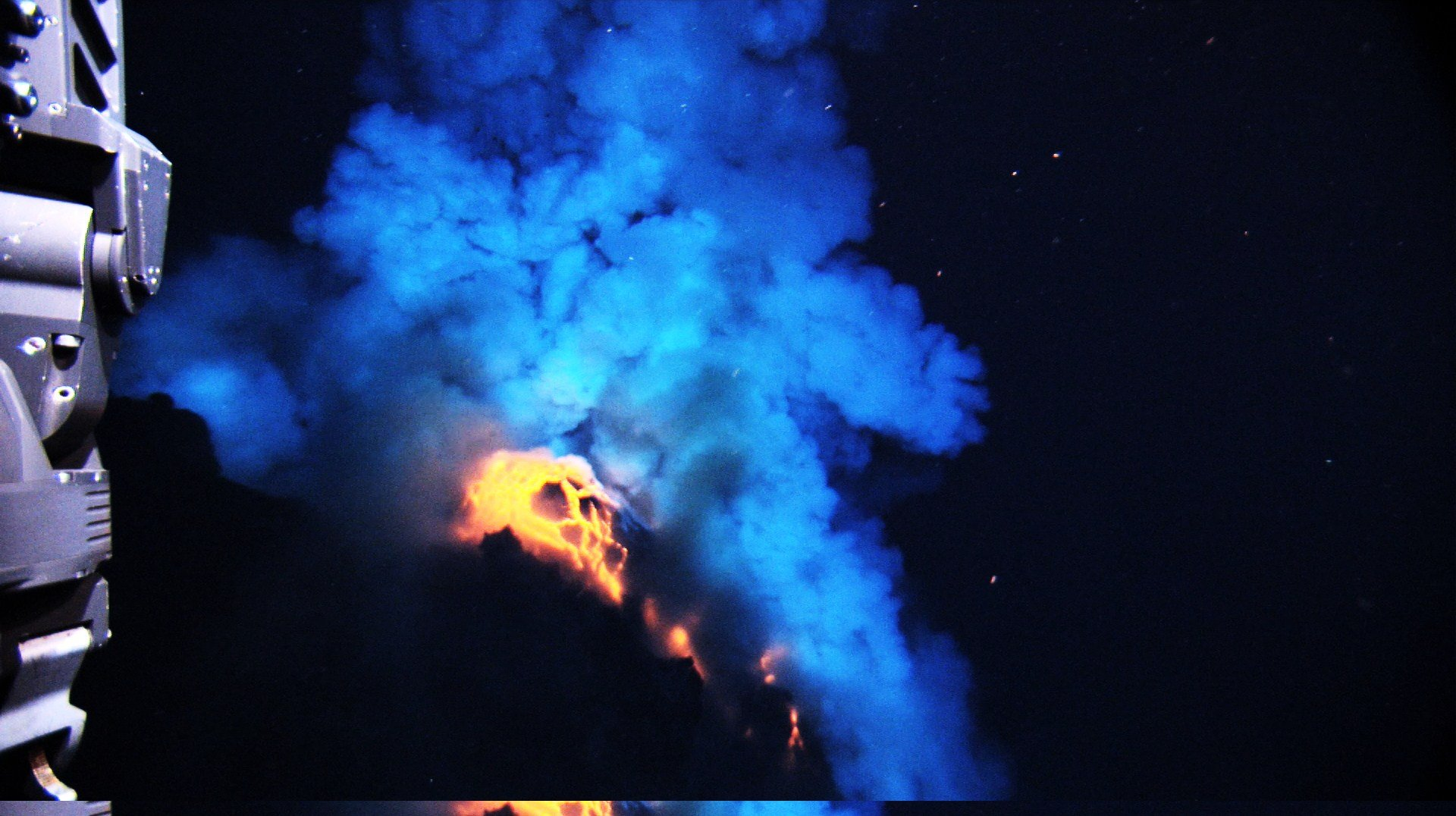
Erupce poblíž Fidži
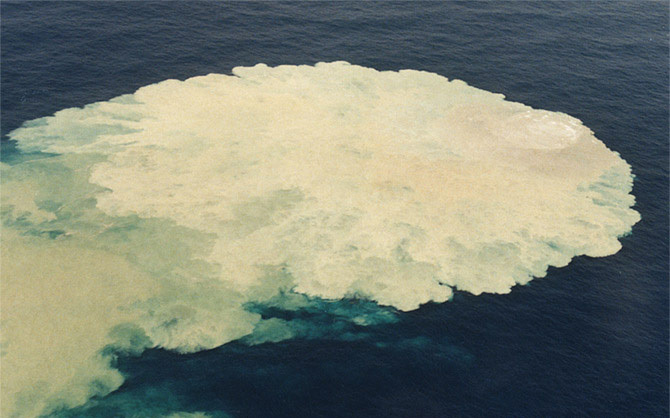
Mělká podmořská erupce

## Síla sopečných erupcí
K měření intenzity sopečné erupce je možné použít několik různých klasifikačních metod. Vhodným parametrem je množství vyvrženého sopečného materiálu. Dále přichází do úvahy i doba trvání erupce, výška erupčního oblaku/sloupce či vztah mezi velikostí emitovaných úlomků a jejich dosaženou vzdáleností od zdroje. Určit množství vyvržené hmoty na základě depozitů není jednoduché. Vrstvy mohou mít na malé ploše proměnou tloušťku, složitý vzor distribuce (daný tehdejší meteorologickou situací) a mohou se usazovat v různých prostředí (na souši nebo na dně vodních ploch). Postupem času degradují působením eroze. Obzvlášť citlivá jsou například špatně konsolidovaná ložiska tefry, což má posléze negativní vliv na stanovení objemu erupce. Další překážkou je i hustota různých sopečných materiálu a odlišný obsah pórů. Hustota u lávy činí 1800 až 2700 kg/m³. U čerstvě napadané tefry zhruba 400 až 600 kg/m³, zatímco po zkonsolidování 1 600 až 2000 kg/m³. Z těchto důvodů byl zaveden DRE (Dense-rock equivalent), kdy se hustota všech materiálů převádí na jednotnou hustotu mateřského magmatu bez vzduchových bublinek. Erupce Pinatuba v roce 1991 vyvrhla 8,4 až 10,4 km³ lávy, popela a pyroklastického materiálu, ale po přepočítání vyšlo DRE na 3,7 až 5,3 km³.

### VEI
Index vulkanické aktivity VEI (Volcanic Explosivity Index), vyvinut roku 1982, je široce užívanou škálou pro klasifikaci sopečných erupcí na základě jejich velikosti a intenzity. Číselná stupnice (od VEI 0 do VEI 8) je logaritmická, což znamená, že s každým stupněm množství vyvržené hmoty vzrůstá 10×. S nejnižším a nejslabším indexem VEI 0 jsou spojeny neexplozivní erupce s nízkoobjemovými lávovými proudy. Indexem VEI 5 je ohodnocena například slavná erupce Vesuvu v roce 79, kdy pyroklastické přívaly a proudy zničily veškeré osídlení v okruhu 15 km. Naopak výbuch Krakatoi roku 1883 měl již VEI 6. Poněkud netypická byla erupce islandské Laki v letech 1783–1784. Ačkoliv se jednalo taktéž stupeň VEI 6, tak nešlo o explozivní, nýbrž o masivní výlevnou erupci. Za posledních tisíc let nastaly pouze dvě erupce s indexem VEI 7. Sopečný výbuch Tambory v roce 1815 vyvrhl 150 km³ pyroklastik a byl tak nejsilnější erupcí v moderních dějinách. Kvůli jejím silným účinkům na globální klima (sopečná zima) se následující rok 1816 označuje jako tzv. rok bez léta. Za druhou událostí byla v roce 1257 zodpovědná sopka Samalas (dnes Rinjani) v Indonésii, která z roku 1258 taktéž učinila rok bez léta. Civilizace zatím nezažila žádnou erupci o síle VEI 8, za níž jsou zodpovědné supervulkány. Poslední se odehrála před 25 600 lety na Novém Zélandu, přičemž se průměrně opakují každých 50 tisíc let. Mezi další takto silné erupce patří výbuch Yellowstonské kaldery před 630 tisíci roky nebo výbuch Toby před 74 tisíci roky. Nutno dodat, že s přibývající sílou klesá četnost těchto událostí. Bylo prostudováno téměř 8 tisíc sopečných erupcí, k nimž došlo v holocénu (posledních 11 700 let), přičemž 90 % z nich mělo index VEI 3 a méně.
| VEI | Množství vyvrženého materiálu | Typ erupce                                  | Výška sopečného mraku/sloupce | Průměrná frekvence   | Příklady některých erupcí                                                  |
| --- | ----------------------------- | ------------------------------------------- | ----------------------------- | -------------------- | -------------------------------------------------------------------------- |
| 0   | do 10 000 m³                  | havajská erupce                             | do 0,1 km                     | nepřetržitě          | Kilauea (1977), Piton de la Fournaise (2017)                               |
| 1   | 0,01–1 mil. m³                | havajská a strombolská erupce               | 0,1–1 km                      | každý den            | Stromboli (od dob Římské říše), Nyiragongo (2002)                          |
| 2   | 1–10 mil. m³                  | strombolská, vulkánská erupce               | 1–5 km                        | každé 2 týdny        | Cumbre Vieja (1949), Sinabung (2010), Whakaari (2019)                      |
| 3   | 10–100 mil. m³                | vulkánská, peléjská a subpliniovská erupce  | 3–15 km                       | každé 3 měsíce       | Nevado del Ruiz (1985), Soufrière Hills (1995), Semeru (2021)              |
| 4   | 0,1–1 km³                     | peléjská, subpliniovská a pliniovská erupce | nad 10 km                     | každých 18 měsíců    | Mont Pelée (1902), Eyjafjallajökull (2010), Taal (2020)                    |
| 5   | 1–10 km³                      | peléjská a pliniovská erupce                | nad 10 km                     | každých 12 let       | Vesuv (79), Mount St. Helens (1980), Hunga Tonga (2022)                    |
| 6   | 10–100 km³                    | pliniovská a ultrapliniovská erupce         | nad 20 km                     | každých 50–100 let   | Ilopango (~431), Krakatoa (1883), Pinatubo (1991)                          |
| 7   | 100–1000 km³                  | ultrapliniovská erupce                      | nad 20 km                     | každých 500–1000 let | Campi Flegrei (~39 280 př. n. l.), Théra (~1600 př. n. l.), Tambora (1815) |
| 8   | více než 1 000 km³            | ultrapliniovská erupce                      | nad 20 km                     | každých 50 000 let   | Yellowstone (~630 000 př. n. l.), Toba (~74 000 př. n. l.)                 |